# Sultanato meriní
Benimerines, mariníes, meriníes o merínidas (1244-1465) es el nombre castellanizado que reciben los Banu Marin, miembros de un imperio de origen bereber zenata cuyo núcleo fundamental estaba en el norte del actual Marruecos. Durante los siglos XIII y XIV, los Benimerines también controlarían, brevemente, algunas partes de Andalucía y de la zona este del Magreb. Surgieron tras la caída del Imperio almohade y fueron reemplazados por la dinastía wattásida.
Fueron fundadores del barrio Jdid en Fez, que convirtieron en su capital y donde también construyeron muchos monumentos.

## Origen y primera expansión
Los marínidas fueron una tribu nómada del este del Magreb (Ifrikiya, Zibán) que, partió del Aurés a principios del siglo XIII y se fue desplazando por el altiplano del Oranesado hasta la cuenca del río Muluya en el sudeste marroquí. En el 1213 se hallaban en la comarca de Guercif, desde la que prosiguieron su marcha hacia el oeste, fundamentalmente en busca de mejores pastos, pues eran pastores nómadas. Pertenecían a la numerosa confederación bereber cenete. Acuciados por el hambre, tras la derrota de Las Navas de Tolosa que debilitó a las autoridades almohades, comenzaron a cruzar el río Muluya y a extenderse hacia el noroeste. En el 1216 infligieron una grave derrota al gobernador almohade de Fez y en el 1217 vencieron también al de Taza. Pese a su escaso número, consiguieron extenderse por las zonas rurales y empezar a cobrar tributo a algunas ciudades, como Fez, Mequinez y Rabat. Los almohades fueron incapaces de vencerlos.

## Victoria y eliminación de los almohades
En el 1245, conquistaron Mequinez; en el 1248, Taza y Fez; en el 1251, Rabat y Salé; en el 1257, Siyilmasa —que luego perdieron—; en el 1269, Marrakech; en el 1271, la región del río Draa; y por fin, en el 1274, Tánger, Ceuta y recuperaron Siyilmasa. A mediados del siglo XIII, sin embargo, lo principal del territorio benimerín se hallaba ya en poder de la confederación tribal que se fue transformando progresivamente en un Estado sedentario y dinástico, interesado en expandirse tanto por el resto del Magreb como por la península ibérica para dominar las rutas comerciales de la región. La capital del nuevo Estado se fijó en Fez.
En el 1243 o el 1245, en tiempos de Abu Yahya ibn Abd al-Haqq, los benimerines reconocieron la autoridad de los sultanes hafsíes.
Expulsados de su base sureña, los benimerines se movieron al norte guiados por Abu Yahya ibn Abd al-Haqq y tomaron Fez en 1244, convirtiéndola en su capital. Una vez instalados en Fez, declararon la guerra a los debilitados almohades con la ayuda de mercenarios cristianos. En 1269 Abu Yúsuf Yaaqub ibn Abd al-Haqq (1259-1286) capturó Marrakech y se hizo con el control de gran parte del Magreb hacia el final de 1268, incluyendo el actual norte de Marruecos, el norte de Argelia y Túnez.

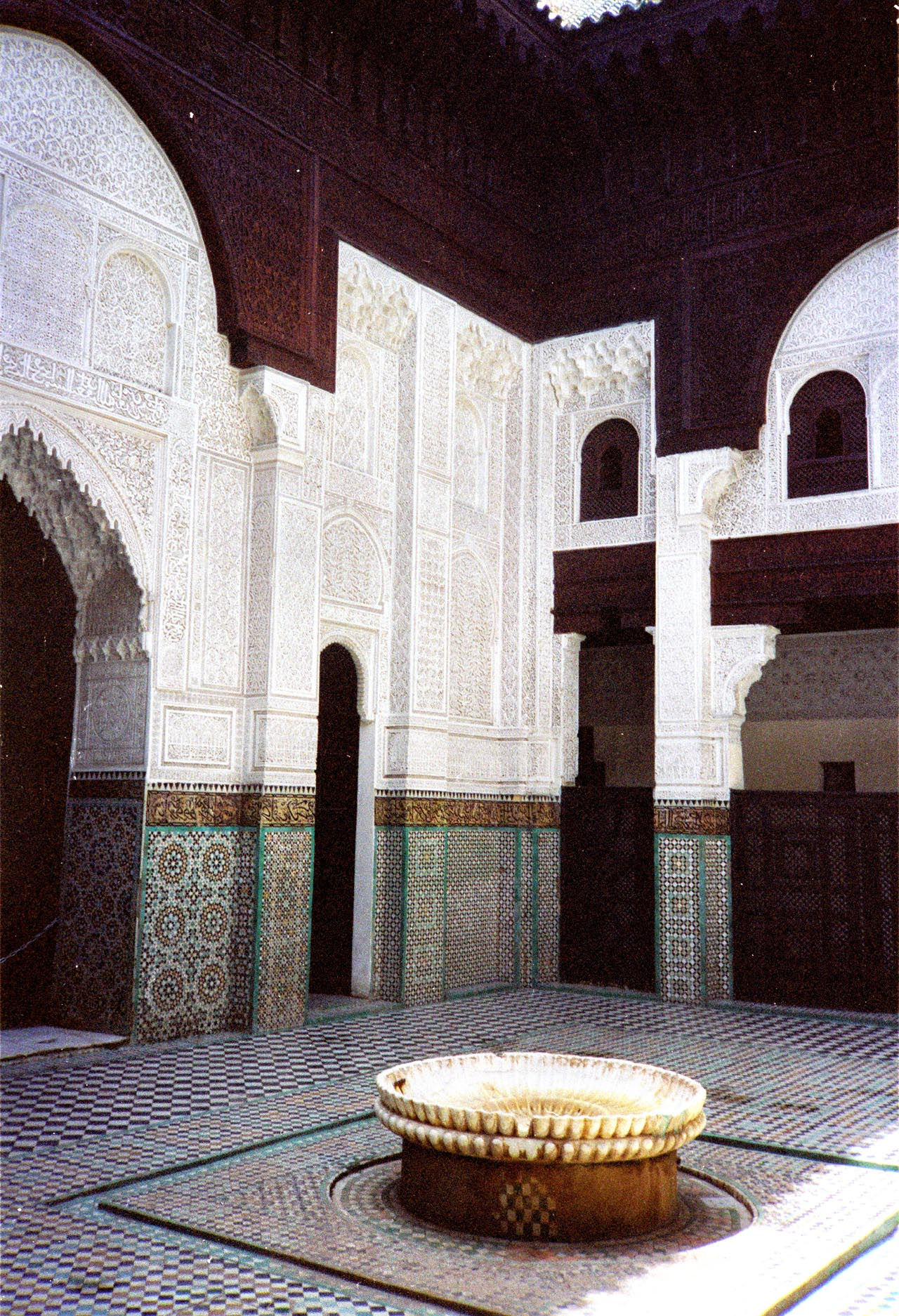
Interior de la madrasa Bou Inania en Mequinez.

## Sultanes benimeríes

### Abu Yúsuf (r. 1269-1286): campañas en la península ibérica
La primera expedición benimerín a la península ibérica se llevó a cabo en el 1275. El sultán Abú Yúsuf partió de Fez el 30 de marzo a Tánger; encomendó la expedición a uno de sus hijos y se aseguró de que el señor de Ceuta aportase los navíos necesarios para cruzar el estrecho. El 13 de mayo, las primeras fuerzas benimerines desembarcaron en Tarifa. A mediados de agosto les siguió el propio sultán, con más tropas. Este se reunió a continuación con Muhammad II de Granada y los arraeces de Málaga y Guadix, enemistados con el señor de Granada, para tratar de coordinar sus fuerzas. El ejército benimerín comenzó la incursión en territorio castellano el 22 de agosto. Fundamentalmente, fue una cabalgada en la que devastaron las tierras de Córdoba, Úbeda y Baeza. Tras correr estas comarcas, se volvieron hacia Écija, donde vencieron a las huestes de Nuño González de Lara, adelantado de la frontera el 7 de septiembre; este, que había tratado de eludir el combate, pereció en el choque. Los vencedores, no obstante, no lograron tomar Écija y volvieron a Algeciras a mediados de septiembre. A finales de octubre, el ejército benimerín partió de nuevo, hacia las tierras sevillanas y luego a tratar en vano de tomar Jerez. El 18 de noviembre estaba de vuelta en Algeciras, cargado de botín. El sultán volvió al Magreb el 19 de enero del 1276, tras firmar probablemente una tregua de dos años con los castellanos.
Abú Yúsuf hubo de sofocar ciertas rebeliones durante la primera mitad del 1276, que no le permitieron retornar a la península ibérica hasta el año siguiente. Los preparativos se demoraron tanto, que la expedición se retrasó hasta junio del 1277.

### Abu Yaqub (r. 1286-1307)
Abu Yúsuf falleció en 1286 y le sucedió en el trono su hijo Abu Yaqub, que hubo de aplastar una rebelión en su contra de algunos grupos y descendientes de un antiguo sultán. Las rebeliones en su contra fueron constantes desde el primer momento, y fueron atizadas y aprovechadas por el vecino oriental del sultanato: los abdalwadíes. Su advenimiento supuso un cambio de prioridades en la expansión del sultanato: la península ibérica cedió la primacía al este magrebí, cuya conquista debía permitir a los benimerines acceder a las rutas comerciales de la región. El comercio regional estaba dejando la zona marroquí para centrarse en territorios más orientales, de que los benimerines deseaban apoderarse por motivos económicos. Cesaron las incursiones allende el estrecho de Gibraltar que habían marcado el reinado anterior; Abu Yaqub únicamente intervino en la península en una ocasión, y como reacción a una ofensiva castellana. El único objetivo que afectaba a la península era el control del estrecho, considerado necesario para proteger el sultanato y su expansión en el Magreb. Este menor interés por los asuntos peninsulares permitió que los benimerines renovaran la tregua con los castellanos en 1286 y mantuviesen buenas relaciones con los Estados peninsulares en general. Las constantes rebeliones internas y la falta de fuerzas impedían abordar un programa ofensivo en la península.
El rearme castellano llevó, empero, a la reanudación de las hostilidades entre Castilla y el sultanato en 1291. Los castellanos impidieron un primer intento de intervención benimerín en la península al batir a la flota enemiga el 6 de agosto de ese año, batalla en la que contaron con la colaboración de los granadinos. Cercaron Tarifa, que los benimerines no trataron de socorrer, al tiempo que los nazaríes se hacían con el resto de sus plazas ibéricas. Finalmente Tarifa cayó, tras unos cuatro meses de asedio. Los intentos por recuperar la plaza fueron mínimos y se limitaron al envío de un contingente de apoyo a los nazaríes el 1294, que trataban de arrebatársela a los castellanos.
Perdidas las posiciones peninsulares, el sultán se centró en la conquista magrebí. Sometió a Tremecén a un largo asedio de ocho años (1299-1307), que finalmente fracasó.
En 1305, se rebeló otro benimerín contra Abu Yaqub, atizado por Granada, que pretendía debilitar a este y mantener el dominio indirecto de Ceuta. Abu Yaqub cercaba por entonces Tremecén, pero, ante el avance del pretendiente, que contaba con el apoyo de los Gumara y se apoderó de Larache y Arcila, hubo de reunir un ejército que entregó a su hijo para frenar el avance del rival. Este ejército fue vencido y el pretendiente sostenido por Granada pudo proseguir su marcha, hacerse con Tiqisas y luego con Alcazarquivir (1307). La revuelta no quedó sofocada hasta el reinado siguiente.

### Abu Thabit Amir (r. 1307-1308)
Su reinado comenzó con nuevas sublevaciones y crisis sucesorias. Era nieto de su predecesor en el trono, y hubo de enfrentarse a las ambiciones de un tío suyo. La necesidad de hacer frente a este le obligó a abandonar definitivamente el largo asedio de Tremecén y a pactar con los abdalwadíes. En el norte, el sultanato había perdido toda pretensión de conquista y se hallaba a la defensiva frente a los nazaríes, que habían extendido su autoridad a Ceuta a finales del reinado anterior.
Entró en Fez el julio de 1307, pero Marrakech y su región se alzaron contra él a finales de año y la rebelión no quedó sofocada hasta comienzos del año siguiente. El sultán hubo de personarse en Anfa y Rabat para desbaratar a los grupos opositores que también existían en estas ciudades, que se sumaban a los rebeldes que aún existían en el norte.
Consiguió vencer al rebelde príncipe benimerín Utman ibn Abi l-Ula tras varias campañas fallidas, pero no acabar por completo con su autoridad. Falleció por inesperadamente el 28 de julio de 1308. Por entonces el Estado benimerín sufría una grave crisis que evidenció los problemas de intentar combinar un sistema tribal, que tendía a la autonomía de los grupos que los formaban, con las tendencias centralizadoras dinásticas.
Una vez conseguido este objetivo, trataron de extender su control al tráfico comercial del estrecho de Gibraltar. Los nazaríes de Granada cedieron Algeciras a los Benimerines y estos declararon la guerra santa a los estados cristianos, ocupando sucesivamente las ciudades de Rota, Algeciras y Gibraltar, sitiando Tarifa por primera vez en 1294. También influyeron fuertemente sobre la política del Reino de Granada, donde a partir de 1275 destacaron importantes contingentes de tropas. Por entonces reinaba en Castilla Alfonso X, aunque en el momento de la primera invasión, que arrasó los campos circundantes de poblaciones como Écija y Jerez de la Frontera, aquel se hallaba en tierras francesas para tratar de conseguir la corona del Sacro Imperio Romano Germánico. El sultán benimerín Abu ul-Hasan y el rey de Granada entablan un acuerdo mutuo de alianza, predicando que "la tierra hispana será pronto conquistada y que habrá tierra para todos los musulmanes". En estas luchas muere el almirante Alonso Jofre Tenorio, que fue decapitado. Castilla lanzó varias incursiones en la parte occidental del imperio, saqueando Salé en 1260 e intentando una invasión general en 1267, que fue repelida por los Benimerines.
Las luchas internas del reino no impidieron que el sultán Abu Saíd Uthmán II (1310-1331) construyera numerosos edificios en Fez, entre los cuales se encontraban las madrasas que sirvieron para el reclutamiento de funcionarios como parte de un plan para centralizar el reino y reducir la influencia de los morabitos.

### Abu ur-Rabí Sulaymán (r. 1308-1310)
A Abu Thabit Amir le sucedió su hermano Abu ur-Rabí Sulaymán, que hubo de afrontar una nueva crisis de sucesión, si bien de menor entidad que la de aquel. Nuevamente un tío del nuevo sultán intentó apoderarse del trono, infructuosamente. Abu ur-Rabí Sulaymán venció a su tío y puso fin también a la larga rebelión de Utman ibn Abi l-Ula en agosto de 1308. Renovó asimismo la paz con los abdalwadíes, con el fin de proteger el flanco oriental ante la próxima ofensiva contra Ceuta. Con el mismo fin se trató de aislar a los nazaríes, objetivo que se vio favorecido por el disgusto que causaba a castellanos y aragoneses el control granadino de las plazas cercanas al estrecho de Gibraltar.
Los benimerines recobraron Ceuta el 21 de julio de 1309, con la colaboración de la flota aragonesa. Los apuros granadinos les favorecieron: el sultán nazarí se avino a cederles algunas plazas peninsulares (Algeciras, Ronda) para romper la liga en su contra y que los benimerines dejasen de colaborar con castellanos y aragoneses. En 1310 el sultán tuvo que aplastar una nueva rebelión en su contra, sostenida esta vez por Castilla. Abu ur-Rabí Sulaymán falleció envenenado el 25 de noviembre de ese mismo año.

### Abu Saíd Uthmán II (r. 1310-1331)
El nuevo soberano, Abu Saíd Uthmán II, fue proclamado en Taza y afrontó la típica crisis sucesoria características de los benimerines.

#### Los contingentes benimerines en al-Ándalus
Desde tiempos de Abu Yúsuf, se hizo frecuente que los disidentes benimerines que se rebelaban contra el sultán y eran derrotados pasasen a la península ibérica, a menudo al servicio de los nazaríes granadinos. Estos contingentes, a veces familias enteras, no perdían en ocasiones la ilusión de hacerse con el trono de Fez y trataban con los enemigos del sultán, tanto musulmanes como cristianos. El propio sultán granadino los empleaba en algunos casos como medio de desestabilizar al sultán benimerín y también como refuerzo militar frente a los Estados cristianos peninsulares. Por otro lado estas tropas norteafricanas obtuvieron un notable poder en Granada.

### Abu ul-Hasan (r. 1331-1348): expansión e inestabilidad
Las tropas benimerines lograron romper el cerco castellano a Algeciras en el invierno de 1339-1340 y emprender correrías por Arcos de la Frontera, Medina Sidonia y Jerez hasta que fueron batidos por las tropas del concejo de esta última. Sin embargo, la flota benimerín venció contundentemente a la que servía a Alfonso XI de Castilla en la batalla naval del 8 de abril de 1340. El propio almirante castellano Alonso Jofre Tenorio pereció en la lid y la flota castellana quedó muy mermada. Esta victoria naval permitía a los benimerines trasladar sin embarazo nuevas tropas a la península ibérica para abordar una nueva campaña, que resultó la última que realizaron al norte del estrecho de Gibraltar. Por su parte, Alfonso XI reforzó las defensas de Tarifa y trató de reconstruir la flota, solicitando para ello ayuda de otras naciones. Su objetivo era recuperar el control del estrecho. Los genoveses aceptaron aportar quince galeras en junio de ese mismo año. Finalmente, empero, los benimerines y sus aliados nazaríes sufrieron una aplastante derrota a manos de una coalición castellano-portuguesa en la batalla del Salado. El sultán benimerín, que había perdido también el dominio del estrecho de Gibraltar, hubo de pasar a África, amenazado por una revuelta en el Magreb. El descalabro puso fin a las campañas de la dinastía en la península ibérica. No así a los intentos de volver a la península: las flotas al servicio de Alfonso —genovesa, aragonesa, portuguesa y la propia castellana— tuvieron que impedir el paso de tropas a al-Ándalus en el invierno de 1341-1342 y hubieron de lidiar con naves enemigas en mayo de 1343. En estos choques los navíos benimerines llevaron la peor parte y no pudieron trasportar grandes contingentes a Europa. La victoria en el mar le permitió a Alfonso emprender el asedio de Algeciras el 3 de agosto de 1342. Los intentos de socorrer la plaza fracasaron y Algeciras se rindió a Alfonso el 25 de marzo de 1344, tras un largo cerco y por mediación del sultán granadino Yusuf I.
Bajo Abu ul-Hasan, apodado el sultán negro, los Benimerines intentaron otra vez unificar el Magreb. Así, en 1337 el imperio de los Ziyánidas en Argelia fue conquistado, seguido en 1347 por la derrota del Imperio háfsida de Ifriqiya. Sin embargo en 1340 los Benimerines sufrieron una aplastante derrota a manos de una coalición castellano-portuguesa en la batalla del Salado, y finalmente tuvieron que retirarse de Andalucía. El descalabro puso fin a las campañas de la dinastía en la península ibérica.
La pérdida de Algeciras puso fin a los proyectos benimerines de expansión en la península ibérica. El aumento del poderío bélico del sultanato no bastó para emprender ofensivas simultáneas en los dos sectores previstos: el ibérico y el del Magreb central y oriental. La pérdida de Algeciras hizo que, a partir de entonces, Abu ul-Hasan se centrase en la expansión hacia el este, que logró, si bien con un resultado efímero.
El pretexto fue una crisis de sucesión en el Estado hafsí, en la que Abu ul-Hasan decidió intervenir, teóricamente en favor del heredero legítimo del trono, que había sido derrocado por su hermano Abu Hafs Úmar II. Dejó el gobierno de Tremecén en manos de su hijo Abu Inán Faris y partió hacia el este en la primavera del 1347. Sometió pronto las provincias meridionales entre las montañas Zab y Trípoli y luego se adueñó de Bugía y Constantina. Finalmente cayó en su poder la propia Túnez el 15 de septiembre de ese año. Logró así la unificación de gran parte del Magreb.
El triunfo, sin embargo, fue pasajero: el sultán fue derrotado por las tribus árabes de Cairuán el 7 de abril de 1348 y este descalabro favoreció el estallido de una nueva crisis sucesoria: Abu Inán Faris se rebeló y se proclamó sultán en junio. Hizo huir a su padre, pero desató al mismo tiempo una grave crisis en el imperio: un nieto del sultán depuesto se hizo con Fez, los abdalwadíes recuperaron Tremecén en agosto o septiembre, parte de las conquistas tunecinas se perdieron y los castellanos aprovecharon la tesitura para avanzar en la península ibérica. La peste negra también agudizó el problema, pues alcanzó la región ese año de 1348.

### Abu Inán Faris (r. 1348-1358): expansión pasajera
La muerte de su padre afianzó la posición de Abu Inán Faris, que se proclamó príncipe de los creyentes para tratar de reforzar su legitimidad. Retomó los intentos de someter el Magreb, si bien en ello tuvo menos éxito que su padre. En su reinado comenzó también la pujanza de los visires, que fueron obteniendo parte del poder hasta entonces ostentado por los sultanes. Una y otra vez el poder quedó en manos de los visires, que lo empleaban en su beneficio personal.
Arrebató con gran trabajo Tremecén a los abdalwadíes en abril/mayo de 1352 y en septiembre/octubre se hizo con Bugía, que perdió, no obstante, en febrero/marzo del año siguiente. Las divisiones internas le impidieron proseguir el avance hacia el este hasta 1357, año en que se adueñó de Constantina. Sus partidarios se hicieron con Túnez en septiembre/octubre de ese mismo año. El propio sultán, sin embargo, tuvo que regresar a Fez ante la gravedad de la crisis interna del Estado, que paralizó sus proyectos de conquista.
Posteriormente, tras varias revueltas en los territorios conquistados, Abu ul-Hasan fue depuesto por su hijo Abu Inán Faris (1348-1358), quien trató de reconquistar Argelia y Túnez. A pesar de los éxitos militares temporales, la dinastía comenzó su declive después del asesinato de Abu Inán Faris, quien fue estrangulado por su propio visir en 1358.

## Predominio de los visires
Abu Salim Ibrahim fue asesinado (1361) por instigación de su poderoso visir Umar ibn Abdalá, que pactó con Muhammad V de Granada la entrega de casi todas las plazas que los benimerines aún controlaban en la península ibérica —la principal de las cuales era Ronda— a cambio de que este intercediese con Pedro I de Castilla para que este permitiese el paso a África de un nieto de Abu ul-Hasan al que el visir deseaba entronizar. Esta cesión evidenció tanto la pérdida de interés de los benimerines en la península ibérica como el crecimiento de la influencia nazarí.
Abu Zayyan Muhammad II estuvo estrechamente vigilado por el visir Umar ibn Abdalá, quien lo hizo asesinar cuando intentó zafarse y prender a ibn Abdalá. Parte de los emires benimerines trataron de deshacerse del visir en 1362, que, sin embargo, los derrotó.
La última plaza benimerín en la península ibérica, Gibraltar, fue cedida al sultán granadino en 1374 a cambio de que este favoreciese un cambio en el trono benimerín que permitiese al primo del visir de entonces hacerse con este cargo. El sultán de entonces era Abu Zayyan Muhammad III, pero el poder lo ejercía realmente su visir Abu Bakr ibn Gazi Ibn al-Kas. El trono pasó entonces a Abu l-Abás Ahmad I al-Mustansir, hijo del difunto Abu Salim Ibrahim y candidato del nuevo visir. Muhammad V aprovechó el momento para debilitar aún más a su vecino meridional fomentando el paso al Magreb de otro benimerín, que se hizo con el dominio de Siyilmasa y Marrakech, mientras Abu l-Abás Ahmad se quedaba con los territorios situados más al norte. Así el Estado benimerín quedó partido en dos en 1374. A partir de entonces las intervenciones nazaríes en el decadente Estado benimerín fueron constantes.
Las relaciones entre los dos sultanes benimerines no fueron buenas y Abu l-Abás Ahmad acabó por tomar la capital rival de Marrakech en 1382.
Varias tribus árabes fuera del control del gobierno extendieron la anarquía por Marruecos, acelerando la decadencia del imperio. Los morabitos cesaron su apoyo al sultán y el imperio benimerín terminó fracturándose en varios reinos minúsculos y ciudades-estado.
Después de 1420, los sultanes benimerines quedaron bajo el control de los Wattasíes, que como visires ejercían el poder real en el imperio. Los sultanes benimerines, que a menudo eran niños, se sucedieron rápidamente, asegurando el poder del visir. Sin embargo los Wattasíes fueron incapaces de consolidar el imperio, de modo que en 1415 Portugal fue capaz de ocupar la ciudad de Ceuta, y para 1513 había ganado el control sobre todos los puertos importantes de la costa atlántica de Marruecos. Después de que el sultán Abd al-Haqq II (1421-1465) tratara en vano de acabar con el poder de los Wattásidas, estos derrocaron finalmente a la dinastía benimerín.

## Sociedad

### Población
La población bajo el dominio meriní era mayoritariamente bereber y árabe, aunque existían contrastes entre las ciudades principales y el campo, así como entre las poblaciones sedentarias y nómadas. Las ciudades estaban fuertemente arabizadas y de forma más uniformemente islamizadas (salvo las comunidades minoritarias judía y cristiana). La política local urbana estaba marcada por las afiliaciones a las familias aristocráticas locales. En el campo, la población seguía siendo mayoritariamente bereber y estaba dominada por la política tribal. Sin embargo, la población nómada se arabizó más que la población sedentaria rural. A las tribus nómadas bereberes se unieron tribus nómadas árabes como los Banu Hilal, que habían llegado a esta región desde el extremo occidental durante el período almohade.
Las comunidades judías eran una minoría significativa en los centros urbanos y desempeñaban un papel en la mayoría de los aspectos de la sociedad. Durante el período meriní fue cuando surgió el barrio judío de Fez el-Jdid, el primer mellah de Marruecos. En ocasiones, los judíos ocuparon puestos administrativos en el estado, aunque en otras ocasiones eran destituidos por razones ideológicas y políticas. También hubo algunos cristianos en los centros urbanos, aunque eran principalmente comerciantes y soldados mercenarios extranjeros, que formaban pequeñas minorías principalmente en las ciudades costeras.

### Religión
Aunque los meriníes no se declararon defensores de una ideología religiosa reformista, como sí habían hecho sus predecesores almohades y almorávides, intentaron promocionarse como guardianes del gobierno islámico adecuado como una forma de legitimar su gobierno. También restauraron el islam suní malikí como religión oficial tras el período anterior de almohadismo oficial. Se aliaron políticamente con los ulamas malikíes (eruditos/juristas), que eran especialmente influyentes en las ciudades, y con los shurafa o sharifs (familias que afirmaban descender de Mahoma), con quienes a veces se casaban. Después de establecerse en Fez, los meriníes insistieron en nombrar directamente a los funcionarios a cargo de las instituciones religiosas y en administrar las dotaciones del waqf (o habus) que financiaban las mezquitas y las madrasas.
La influencia de los ulemas malikíes de Fez se concentró en la propia Fez y fue más importante para la cultura urbana; los eruditos de Fez tuvieron más contacto con los ulemas de otras ciudades importantes del Magreb que con los líderes religiosos de las zonas rurales cercanas. El sufismo, el morabitismo y otras corrientes islámicas más heterodoxas fueron más prominentes en las zonas rurales. Las religiones y prácticas religiosas bereberes nativas también continuaron persistiendo en estas áreas. Algunas hermandades sufíes, especialmente aquellas lideradas por familias sharifianas, plantearon un desafío político potencial al gobierno meriní y estuvieron involucradas en rebeliones ocasionales, pero en general los meriníes intentaron incorporarlas a su esfera de influencia. También utilizaron su patrocinio de las instituciones malikíes como contrapeso al sufismo. El sufismo también se practicaba en las ciudades, a menudo de forma más académica y con la participación del sultán, funcionarios estatales y diversos eruditos.

### Idioma
Como la familia gobernante y sus tribus de apoyo eran bereberes zenata, el bereber (tamazight) era generalmente el idioma hablado en la corte meriní en Fez. Los meriníes también continuaron la práctica almohade de nombrar oficiales religiosos que pudieran predicar en tamazight. Las lenguas y dialectos tamazight también continuaron siendo ampliamente hablados en las zonas rurales. Sin embargo, el árabe era el idioma de la ley, del gobierno y de la mayor parte de la literatura, y la asimilación de la población de la región a la lengua y cultura árabes también avanzó significativamente durante este período.

## Cultura

### Vida intelectual y educación

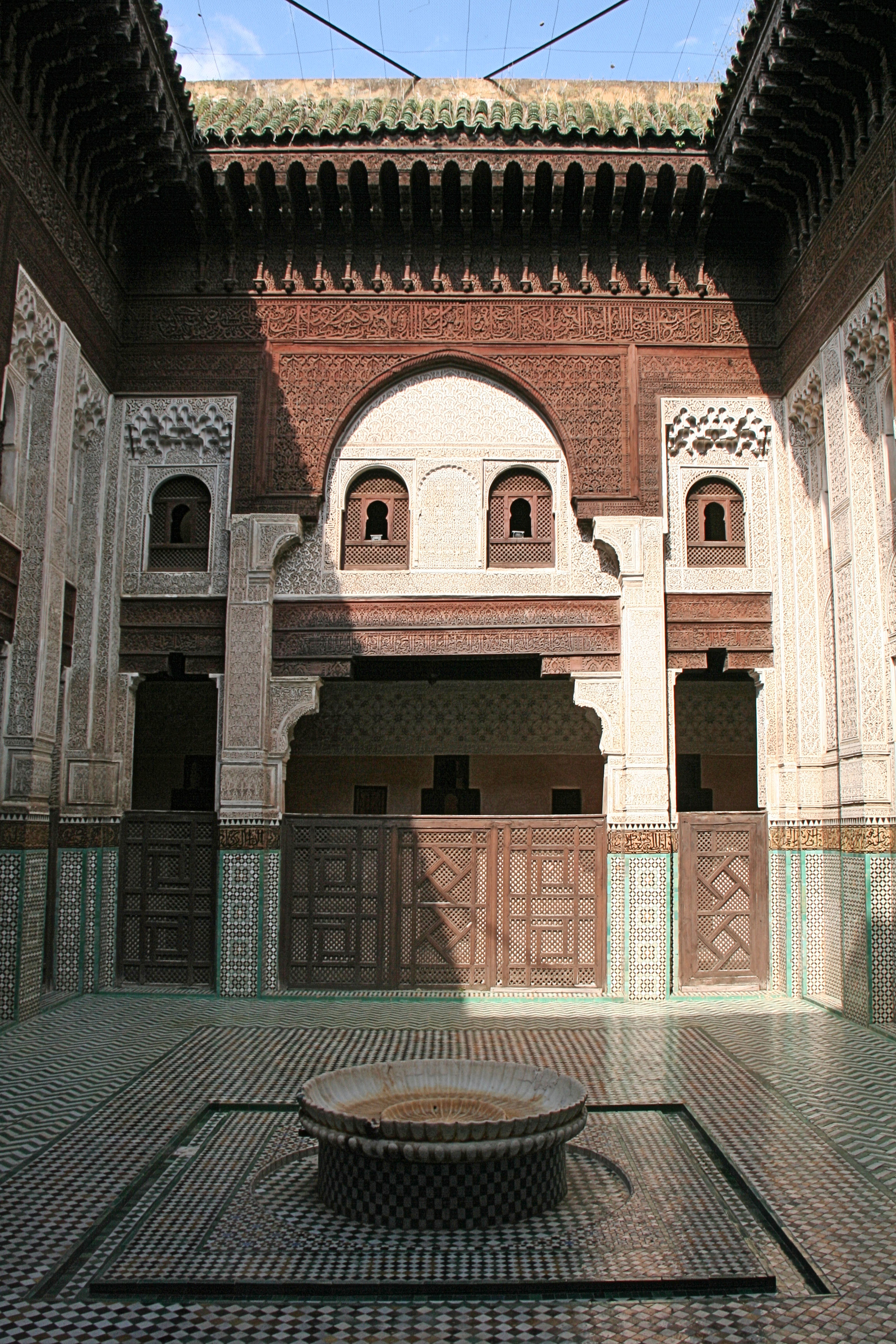
La Madraza Bou Inania en Meknes, Marruecos

Los meriníes fueron ávidos mecenas de la erudición islámica y la cultura intelectual. Fue en este período cuando el Qarawiyyin, el principal centro de aprendizaje en Fez, alcanzó su apogeo en términos de prestigio, mecenazgo y alcance intelectual.: 141  Además, los meriníes fueron prolíficos constructores de madrasas, un tipo de institución que se originó en el noreste de Irán a principios del siglo XI y se adoptó progresivamente más al oeste. Estos establecimientos sirvieron para formar a eruditos islámicos, particularmente en ley islámica y jurisprudencia (fiqh). La madrasa en el mundo sunita era generalmente antitética a las doctrinas religiosas más heterodoxas, incluida la doctrina adoptada por los almohades precedentes. Como tal, solo llegó a florecer en Marruecos bajo los meriníes que los siguieron. Para los meriníes, las madrasas contribuyeron a reforzar la legitimidad política de su dinastía. Utilizaron este patrocinio para fomentar la lealtad de las influyentes pero fervientemente independientes élites religiosas de Fez, y también para presentarse ante la población como protectores y promotores del islam suní ortodoxo. Las madrasas también sirvieron para formar a los eruditos y a las élites que dirigían la burocracia estatal.

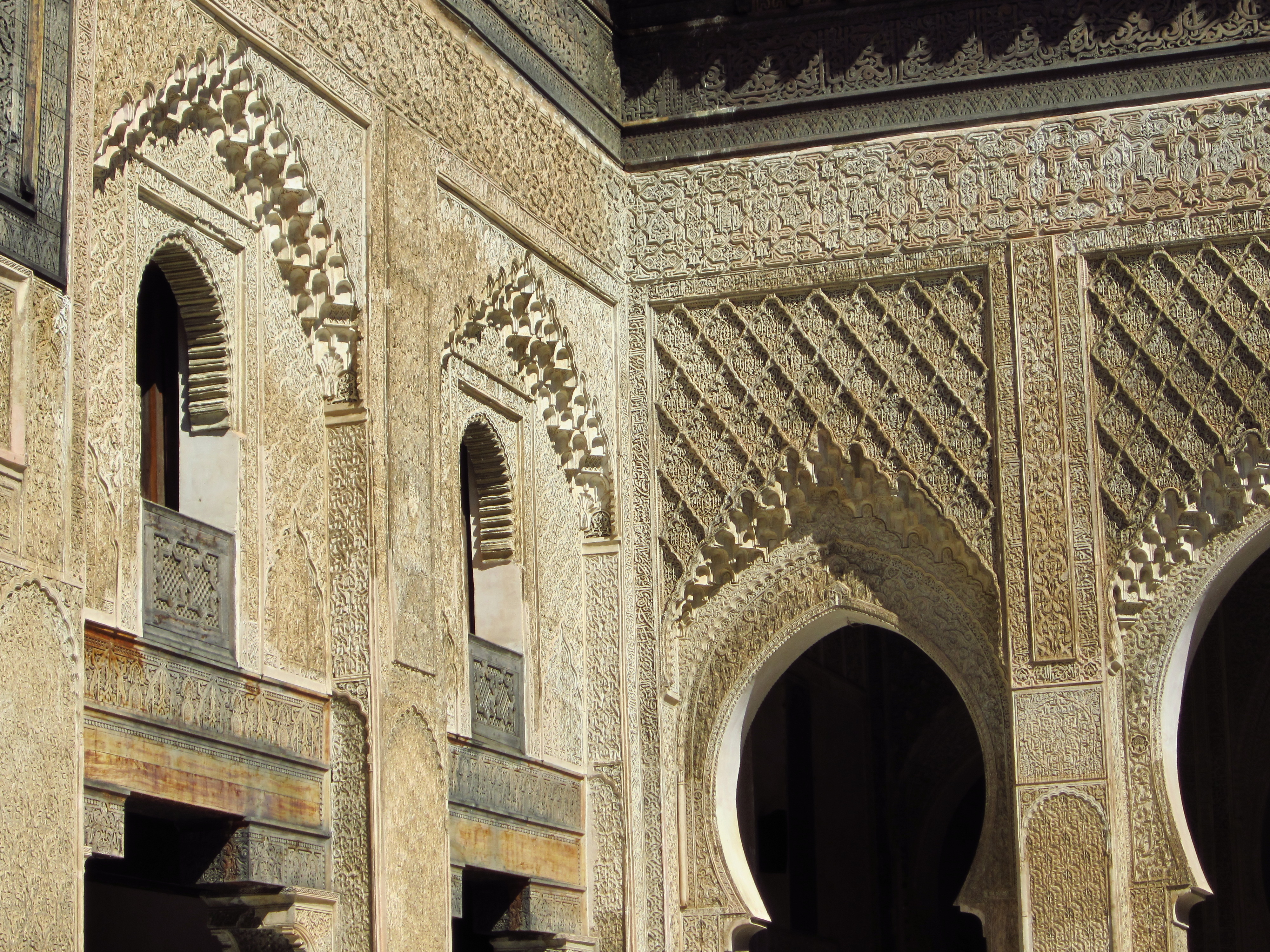
Decoración esculpida, incluidas muqarnas, alrededor del patio de la madraza Bou Inania en Fes

La mayoría de las construcciones de madrasas documentadas tuvieron lugar en la primera mitad del siglo XIV, especialmente bajo el reinado del sultán Abu al-Hasan (r. 1331-1348). Muchas de estas madrasas se construyeron cerca de las principales mezquitas que ya habían actuado como antiguos centros de aprendizaje, como la Qarawiyyin, la Mezquita de los Andaluces y la Gran Mezquita de Mequinez. Una de sus funciones más importantes parece haber sido proporcionar alojamiento a estudiantes de otras ciudades, muchos de ellos pobres, que necesitaban un lugar donde alojarse mientras estudiaban en estos importantes centros de aprendizaje.: 137 : 110 : 463  En Fez, la primera madrasa fue la Madrasa Saffarin construida en 1271, seguida por la Madrasa Sahrij fundada en 1321 —y la Madrasa Sba'iyyin junto a ella dos años más tarde—, la Madrasa al-Attarine en 1323 y la Madrasa Mesbahiya en 1346. Otra madrasa, construida en 1320 cerca de la Gran Mezquita de Fez el-Jdid, tuvo menos éxito en contribuir a la vida académica de la ciudad.: 114  Estas madrasas enseñaban sus propios cursos y a veces se convirtieron en instituciones reconocidas por derecho propio, pero por lo general tenían programas o especializaciones mucho más restringidos que los de la Qarawiyyin.: 141  La última y mayor madrasa meriní de Fez, la Bou Inania, fue una institución ligeramente más distintiva y fue la única madrasa que también tuvo el estatus de mezquita congregacional. Entre las madrasas meriníes sobrevivientes construidas en otras ciudades destacan la madrasa de Abu al-Hasan en Salé y la madrasa Bou Inana de Meknes. Se construyeron muchas más en otras ciudades, pero no se han conservado, o solo se han conservado parcialmente, incluidas las de Taza, al-Jadida, Tánger, Ceuta, Anfa, Azemmour, Safi, Aghmat, Ksar el-Kebir, Sijilmasa, Tlemcen, Marrakesh (la madrasa Ben Youssef, reconstruida en el siglo XVI), y Chellah (cerca de Rabat).
La producción literaria bajo los meriníes fue relativamente prolífica y diversa. Además de textos religiosos como tratados de fiqh (jurisprudencia), también hubo poesía y textos científicos. Se produjeron geografías y, sobre todo, historias, en parte porque la propia dinastía estaba ansiosa por usarlas para legitimar su gobierno. Se considera que la crónica histórica más antigua que se conserva del período meriní es al-Dhakhîrah as-Sanîyya , probablemente compuesta por Ibn Abi Zar (publicada por primera vez por el profesor Mohamed Bencheneb, Argel, 1920). Ibn Jaldún fue la manifestación más famosa de esta vida intelectual que también compartió con el Emirato de Granada en Al-Ándalus, donde también pasaron tiempo muchos de los intelectuales de este período. Ibn al-Khatib, el poeta y escritor andalusí de Granada, también pasó un tiempo en Fez y el norte de África cuando su maestro nazarí Muhammad V estaba allí en el exilio entre 1358 y 1362. El historiador Ibn Idhari fue otro ejemplo, mientras que el famoso viajero Ibn Battuta también pasó por Marruecos y otras regiones de África y Asia en el siglo XIV y las describió en sus escritos. No solo se compusieron grandes historias regionales sino también historias locales elaboradass por algunos autores para ciudades y pueblos.

## Arte
El arte meriní continuó muchas de las tradiciones artísticas previamente establecidas en la región bajo los almorávides y los almohades.

### Arquitectura

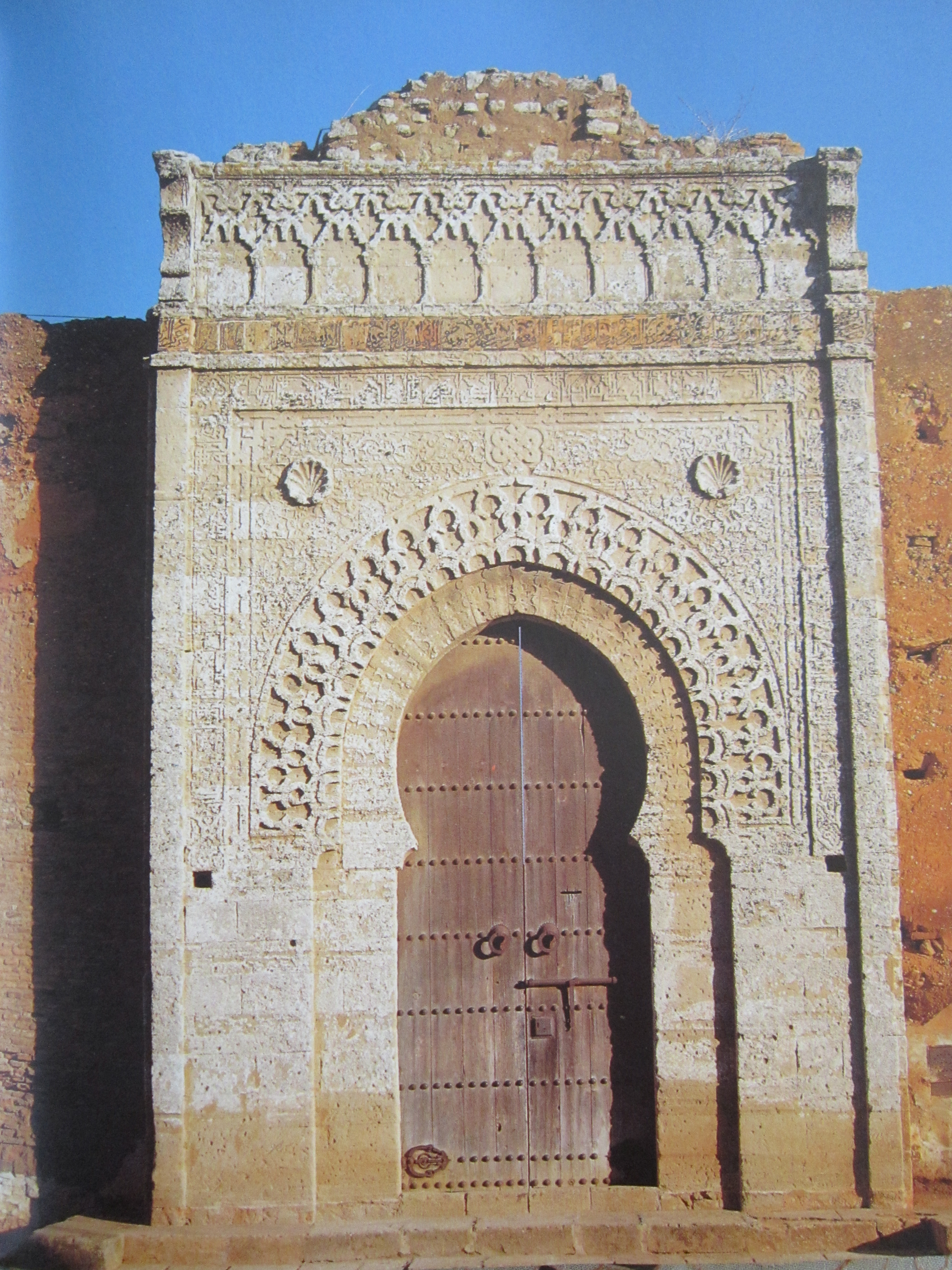
Entrada a la Zauía al-Nussak en las afuera de las antiguas murallas de la ciudad de Salé, recientemente restaurada

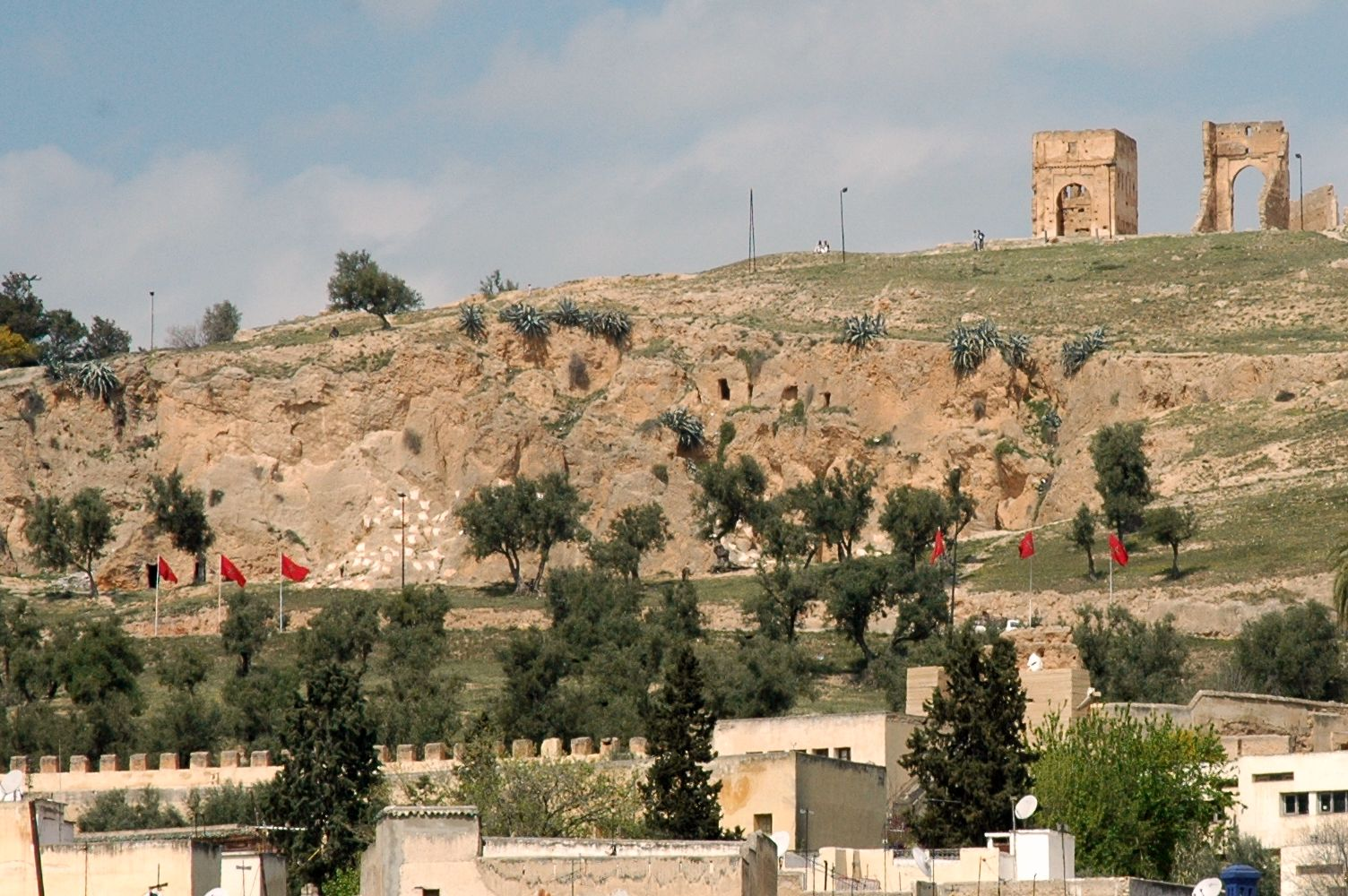
Las tumbas benimerines en Fez, Marruecos.

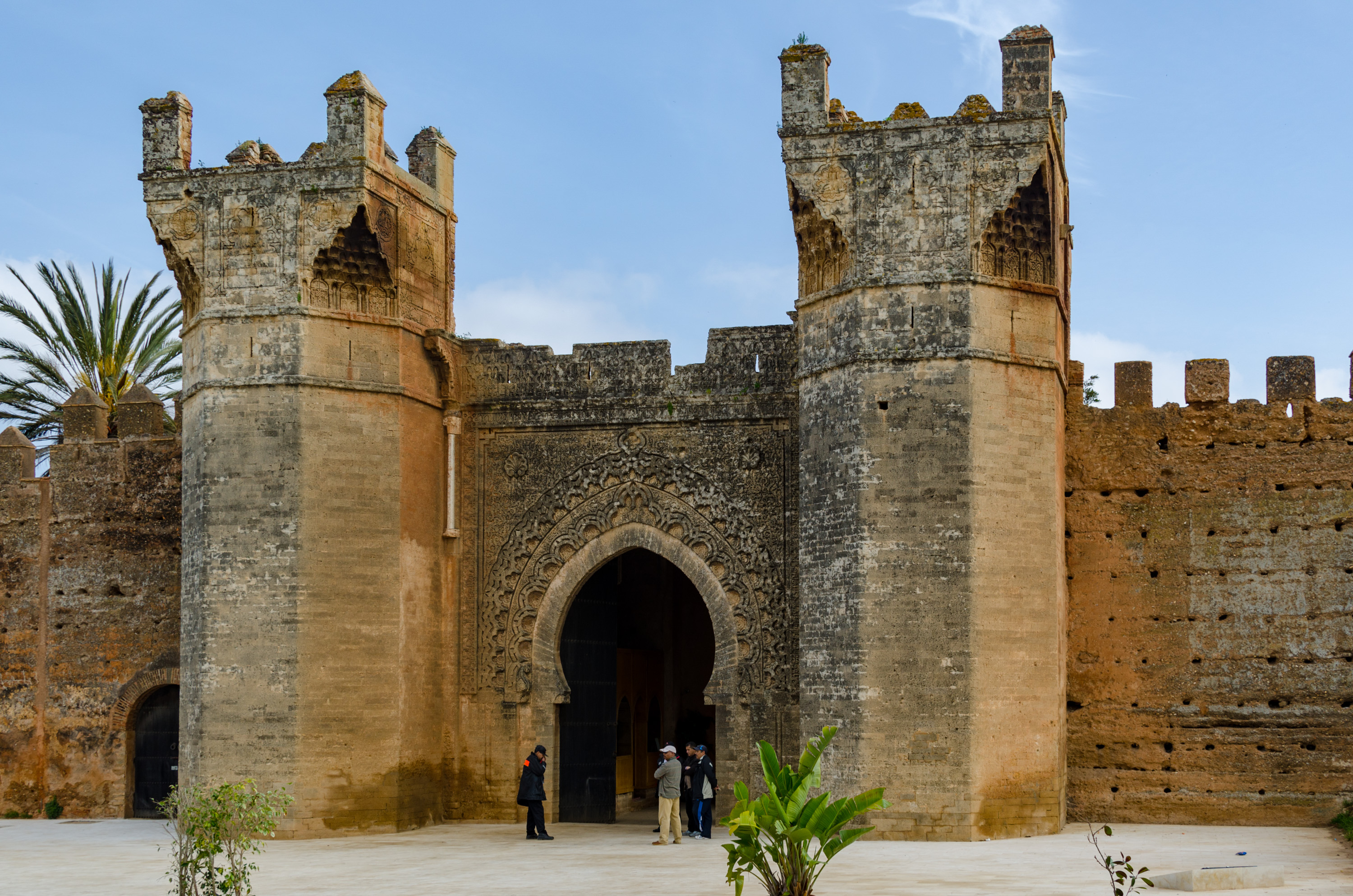
La puerta principal de Chellah, cerca de Rabat, que se convirtió en una necrópolis meriní

La dinastía meriní fue importante para refinar aún más el legado artístico establecido bajo sus predecesores almorávides y almohades. Particularmente en Fez, su capital, construyeron monumentos con una decoración cada vez más intrincada y extensa, especialmente en madera y estuco. También fueron los primeros en hacer un amplio uso de la técnica de los zellij (baldosas de terracota vidriadas engastadas en yeso que forman coloridos patrones de mosaico que incluyen teselaciones estándar y semirregulares), que se convirtieron en estándar en la arquitectura marroquí después. Su estilo arquitectónico estaba muy relacionado con el que se encuentra en el Emirato de Granada, en España, bajo la dinastía nazarí contemporánea. La decoración de la famosa Alhambra recuerda así a lo que se construyó en Fez al mismo tiempo. Cuando Granada fue conquistada en 1492 por la España católica y el último reino musulmán de al-Ándalus llegó a su fin, muchos de los musulmanes españoles restantes (y judíos) huyeron a Marruecos y al norte de África, aumentando aún más la influencia cultural andalusí en estas regiones en las generaciones posteriores.
Cabe destacar que los meriníes fueron los primeros en construir madrasas en la región. Las madrasas de Fez, como las de Bou Inania, al-Attarine y Sahrij, así como la madrasa meriní de Salé y la otra Bou Inania en Meknes, se consideran entre las mayores obras arquitectónicas de la arquitectura islámica occidental de este período. Si bien la arquitectura de las mezquitas siguió en gran medida el modelo almohade, aumentaron de forma notable y progresiva el tamaño del sahn o patio, que anteriormente era un elemento menor de la planta, pero que finalmente, en el período saadí posterior, llegó a ser tan grande como la sala de oración principal y, a veces, más grande. Ejemplos destacados de la arquitectura de las mezquitas meriníes son la Gran Mezquita de Fez el-Jdid (fundada en 1276 y una de las primeras mezquitas meriníes), la ampliación de la Gran Mezquita de Taza en 1294, la Mezquita de al-Mansourah cerca de Tlemcen (1303), y la Mezquita de Sidi Abu Madyan (1338-1339). La Mezquita Ben Salah en Marrakech también data del período meriní, siendo uno de los pocos monumentos de este período en la ciudad.
De los palacios reales meriníes de Fez el-Jdid, poco ha sobrevivido; el actual Palacio Real de Fez data principalmente de finales del periodo alauita. Asimismo, los antiguos Jardines Reales meriníes, situados al norte, han desaparecido, y el complejo que rodea las tumbas benimerinas en las colinas que dominan Fes el-Bali se encuentra prácticamente en ruinas. Las excavaciones en Aghmat, al sur de Marruecos, han descubierto los restos de un palacio o mansión meriní más pequeño, cuya distribución guarda profundas similitudes con los palacios nazaríes que se conservan en Granada y al-Ándalus, lo que demostraría una vez más las tradiciones arquitectónicas compartidas entre ambos reinos. Algunas casas privadas meriníes que se han conservado en Fez ofrecen más pistas sobre la arquitectura doméstica de la época. Se organizaban alrededor de patios interiores rodeados de galerías de dos pisos y presentaban formas arquitectónicas y decoración que recordaban mucho a las encontradas en las madrasas meriníes, mostrando una cierta consistencia en las técnicas decorativas en los diferentes tipos de edificios.: 313–314  Algunas puertas monumentales meriníes, como la puerta de la necrópolis de Chellah cerca de Rabat y la de Bab el-Mrissa en Salé, todavía se mantienen en pie hoy en día y muestran semejanzas con modelos almohades anteriores.
Según el Rawd al-Qirtas,, el fundador de la dinastía meriní, Abu Muhammad Abd al-Haqq I (fall. 1217), fue enterrado en un sitio llamado Tāfirtāst o Tāfarṭast, un sitio cerca de Meknes (cerca de donde cayó en batalla). A partir de Abu Yusuf Ya'qub (fall. en 1286), los sultanes meriníes comenzaron a ser enterrados en una nueva necrópolis en Chellah (el sitio de la antigua ciudad romana llamada Sala Colonia). Abu Yusuf Ya'qub construyó una mezquita junto a su tumba y a la de su esposa, ambas sencillas qubbas, pequeñas cámaras cuadradas cubiertas por una cúpula o un techo piramidal. Se encontraban en un pequeño recinto de jardín o rawda (الروضة) en la parte trasera de la mezquita. La necrópolis estaba rodeada por un conjunto de murallas y una puerta monumental ornamentada, que fue terminada por Abu al-Hasan en 1339. El propio Abu al-Hasan fue enterrado en un pequeño mausoleo embellecido con una excepcional decoración en bajorrelieve tallado en piedra. El mausoleo, junto con una madrasa que acompañaba al complejo funerario, fue probablemente completado por su hijo y sucesor, Abu Inan.: 202–206  Sin embargo, se cree que el propio Abu Inan fue enterrado en Fez, en una qubba anexa a la Gran Mezquita de Fez el-Jdid. Después de él, la mayoría de los sultanes fueron enterrados en el sitio conocido como las "Tumbas benimerinas", al norte de Fez el-Bali. Esta necrópolis parece haber consistido, una vez más, en un cementerio con jardín cerrado en cuyo interior se alzababan varias qubbas. Aunque hoy en día están mayormente en ruinas, León el Africano las describió en el siglo XVI como profusamente decoradas. Las tumbas benimerinas importantes en estas necrópolis solían estar coronadas por una maqabriyya, una lápida de mármol con forma de prisma triangular, colocada horizontalmente y tallada con inscripciones funerarias.

Minaretes de la época meriní
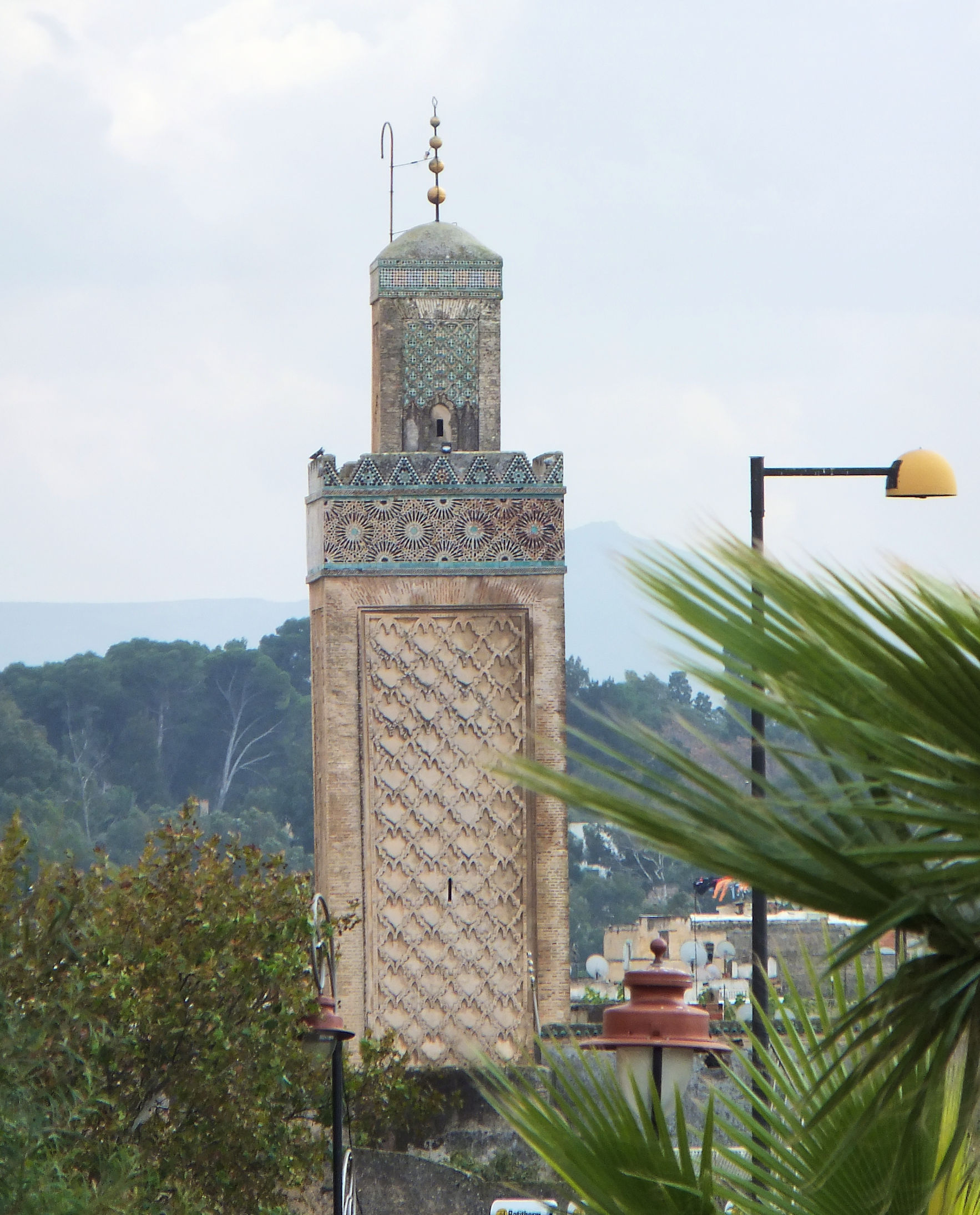
El minarete de la Gran Mezquita de Fes el-Jdid, que se remonta a la fundación original meriní de Fes el-Jdid (1276 d. C.) y estaba conectado con Dar al-Makhzen.
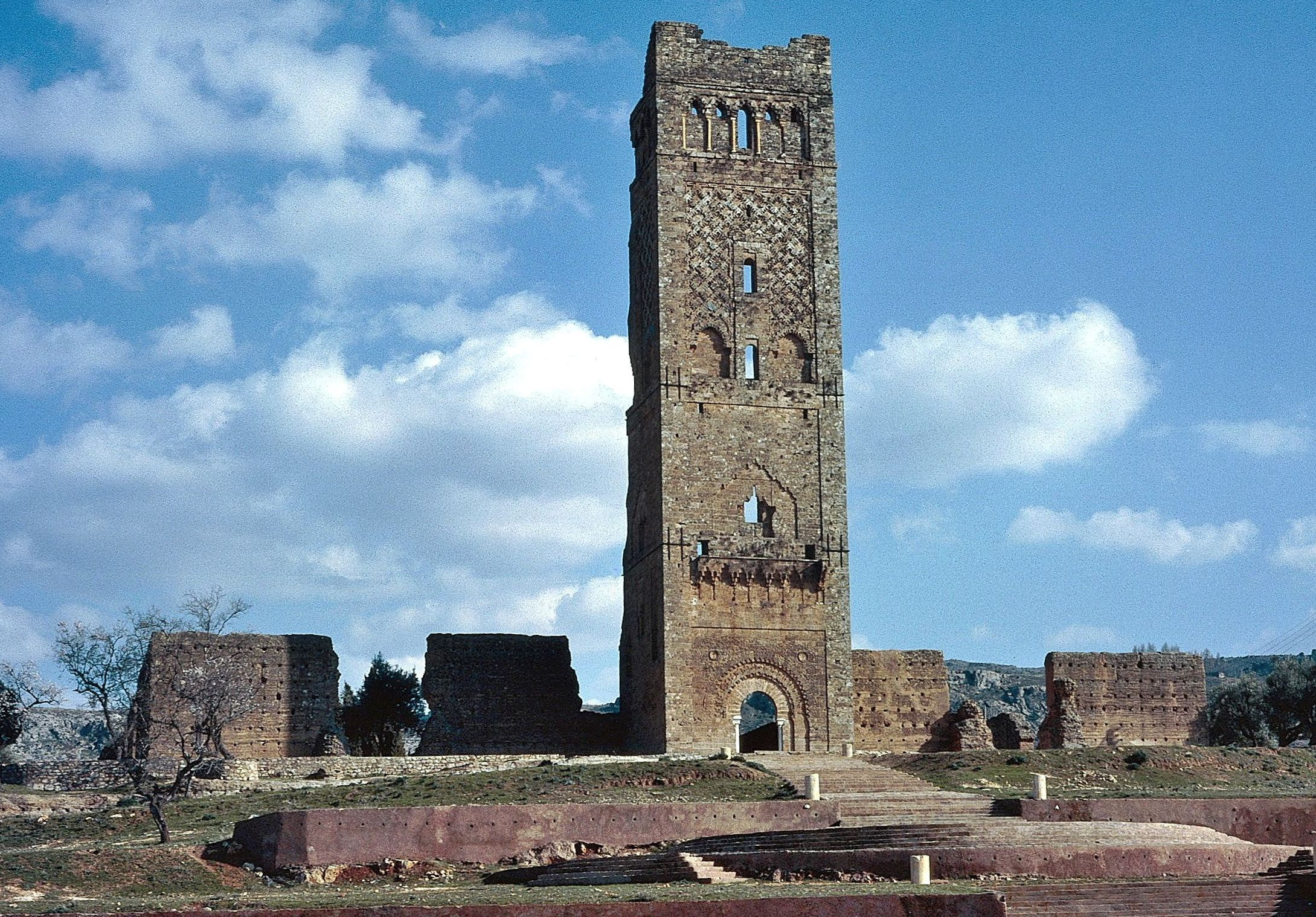
Las ruinas de la mezquita de Mansourah (r. 1303-1336) cerca de Tlemcen
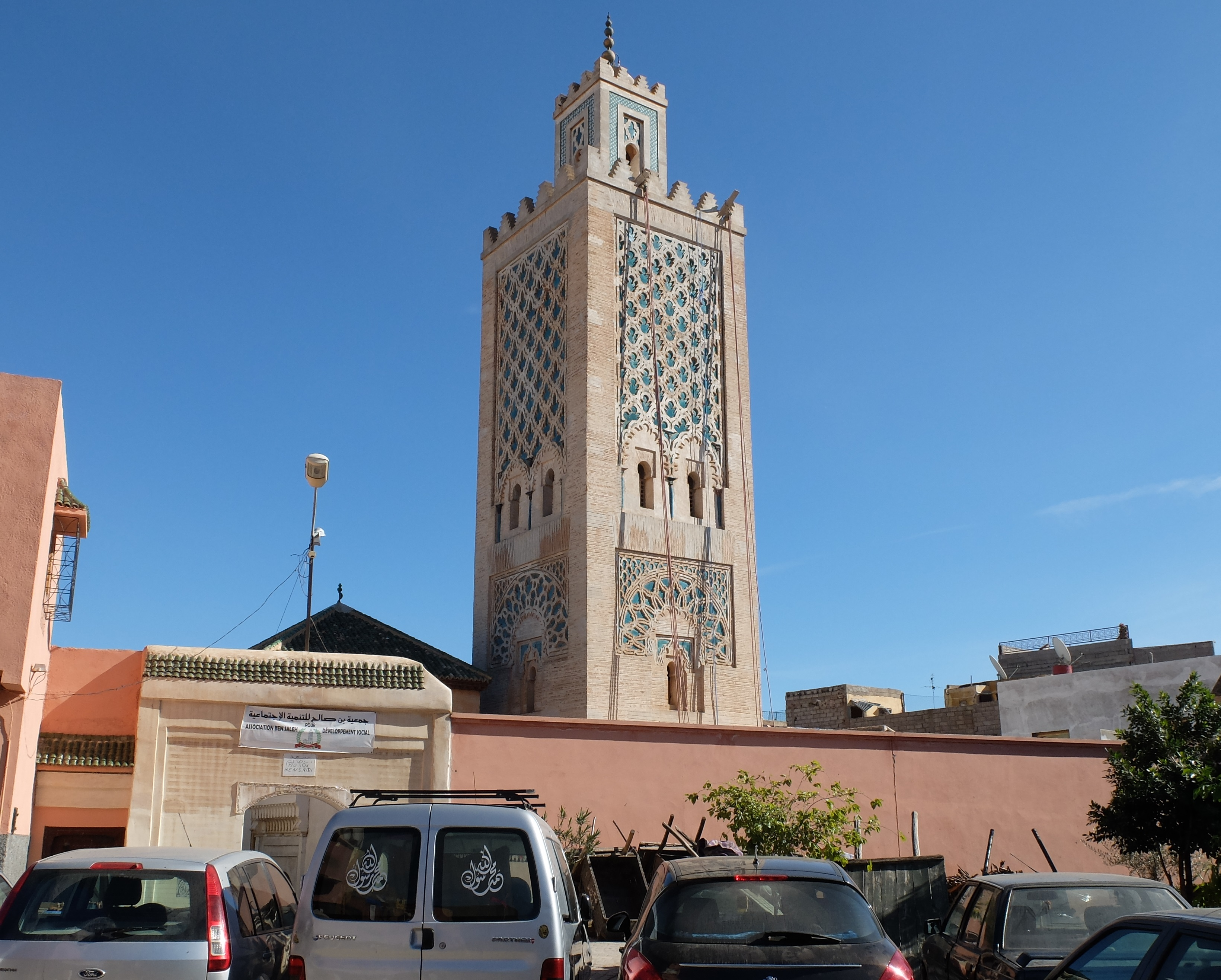
Minarete de la mezquita Ben Salah en Marrakesh, de la época meriní
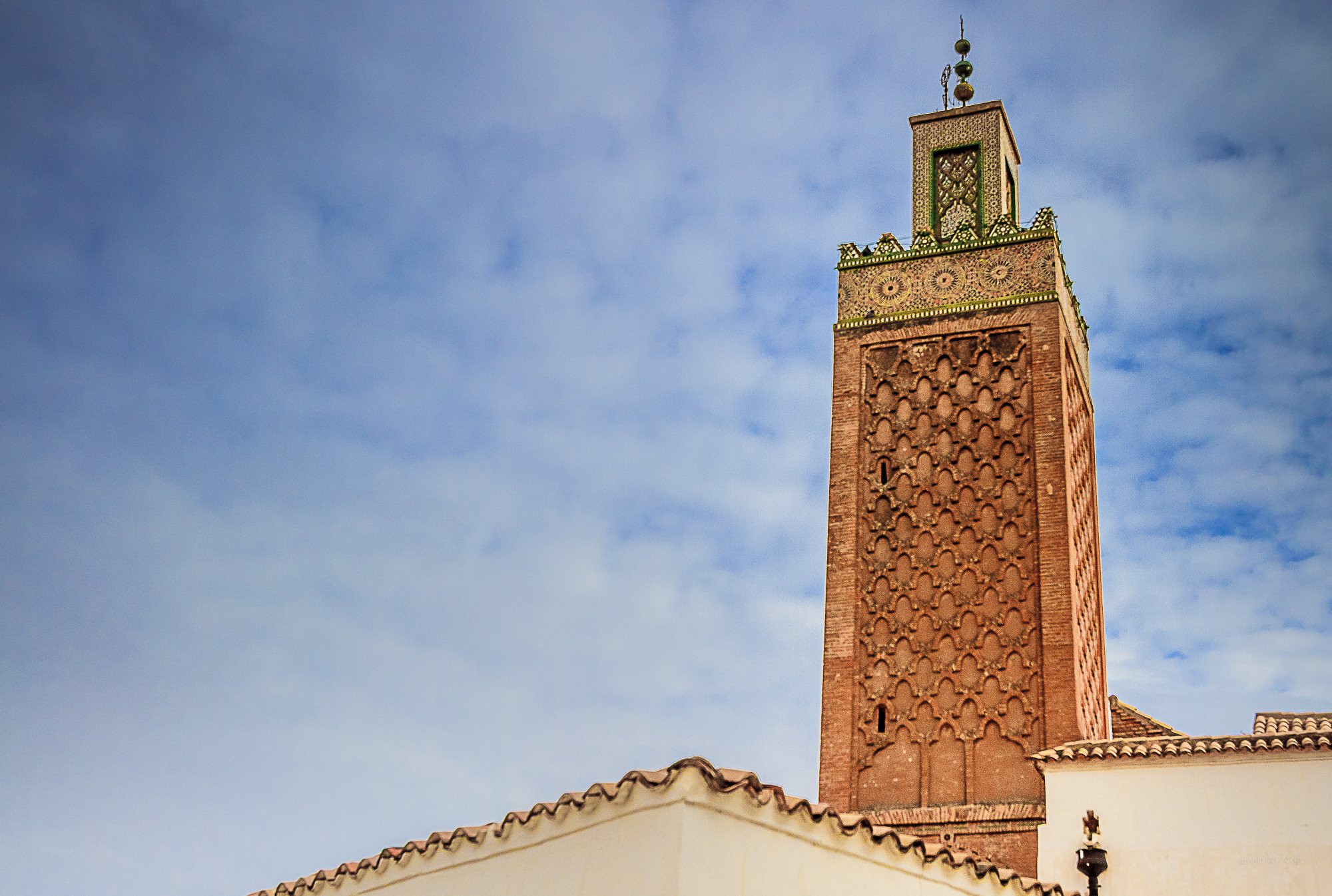
Minarete de la Mezquita de Sidi Abu Madyan (1338-1339)
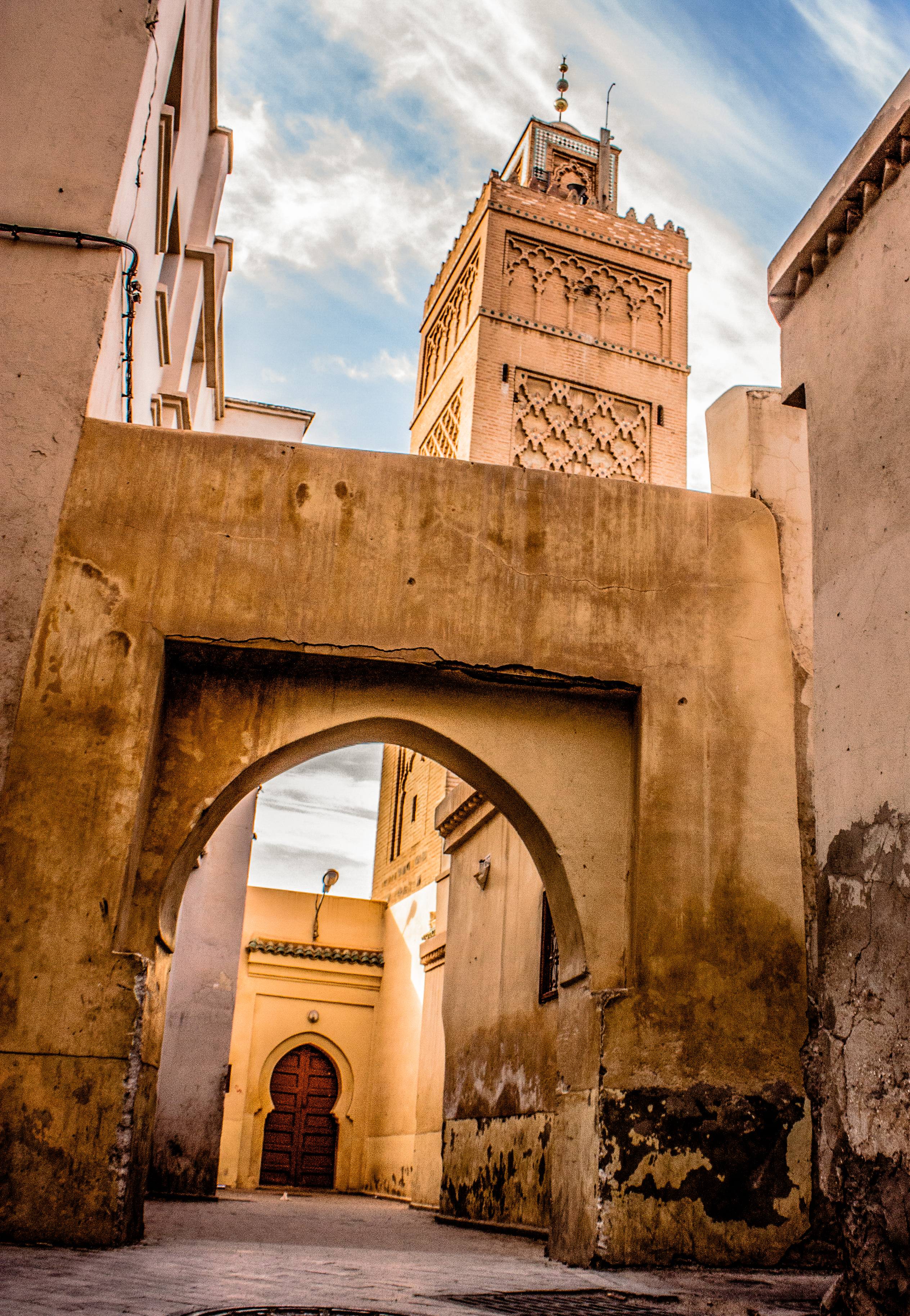
Minarete de la Gran Mezquita de Uchda, en Uchda, fundada por el sultán mariní Abu Ya'qub Yusuf en 1296
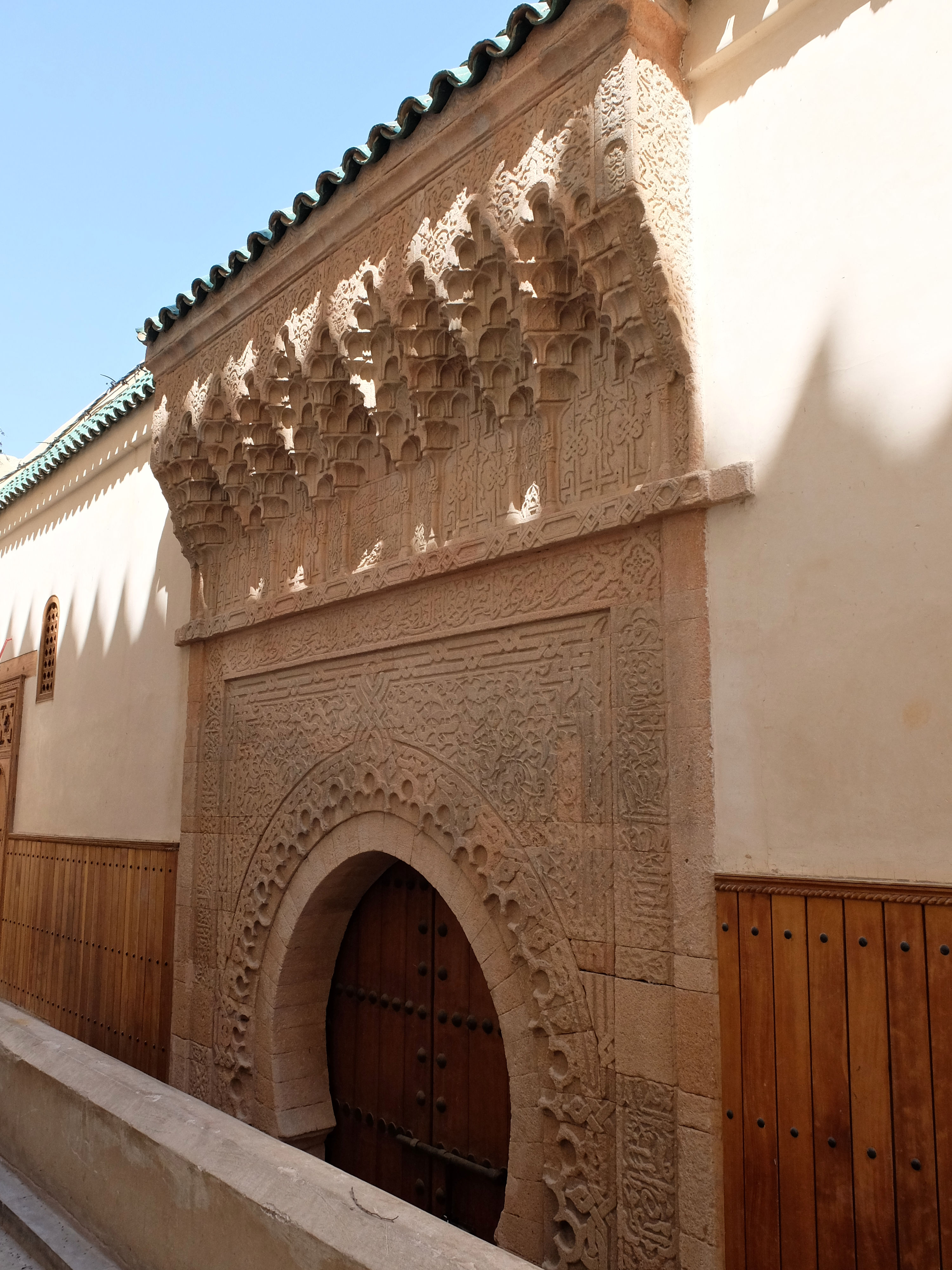
Mezquita de Lalla ez-Zhar, fundada (o completada) en 1357 por el sultán Abu Inan

### Metalistería

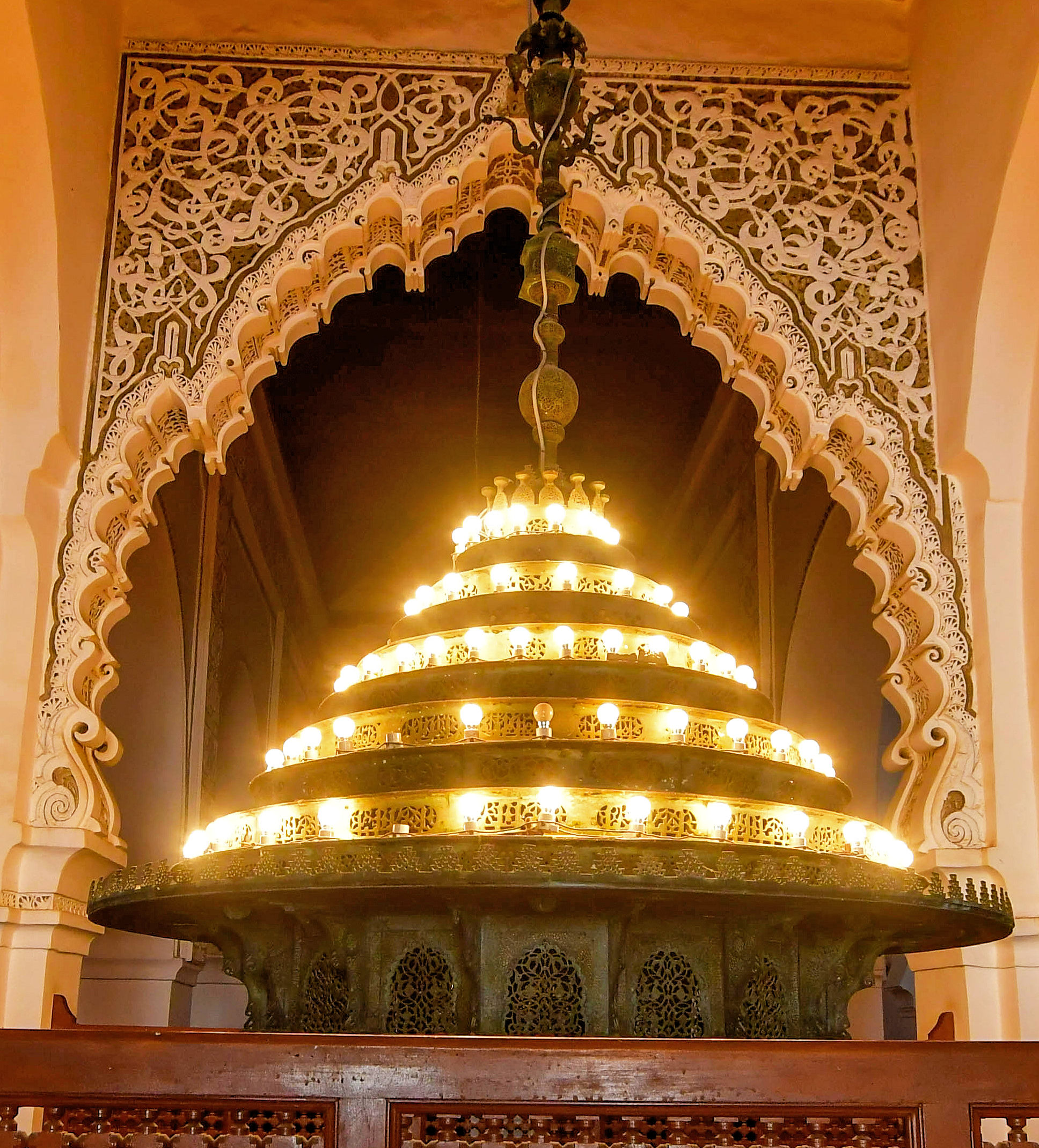
La enorme lámpara meriní de la Gran Mezquita de Taza

Muchos edificios religiosos meriníes estaban equipados con el mismo tipo de candelabros de bronce que los almohades fabricaban para sus mezquitas. El candelabro meriní de la Gran Mezquita de Taza, con un diámetro de 2,5 metros y un peso de 3 toneladas, es el mayor ejemplo de este tipo que se conserva en el norte de África. Data de 1294 y fue encargado por el sultán Abu Yaqub Yusuf. Está inspirado en otro gran candelabro de la Mezquita Qarawiyyin, fabricado por los almohades. Está compuesto por nueve niveles circulares dispuestos en una forma cónica general que podía albergar 514 lámparas de aceite de vidrio. Su decoración incluía principalmente formas arabescas, como patrones florales, así como una inscripción poética en cursiva árabe.
Algunas lámparas de araña de metal ornamentadas que cuelgan en la sala de oración de la mezquita Qarawiyyin también datan de la época meriní. Tres de ellas se fabricaron con campanas de iglesia que los artesanos meriníes utilizaron como base para insertar accesorios de cobre ornamentados. La mayor, instalada en la mezquita en 1337, fue una campana traída desde Gibraltar por Abu Malik, hijo del sultán Abu al-Hasan, tras la reconquista de Gibraltar a las fuerzas cristianas en 1333.: 462 

#### Textiles y estandartes

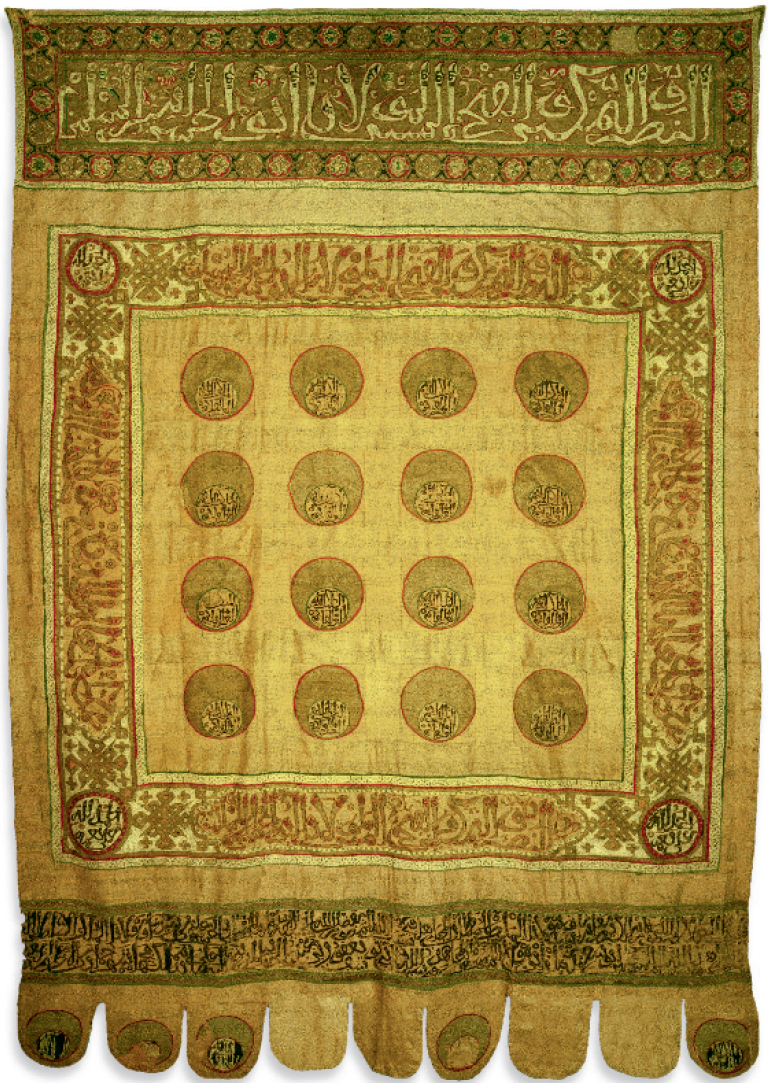
El estandarte del sultán Abu al-Hasan, datado entre 1339 y 1340 y que ahora se conserva en la catedral de Toledo

No se han conservado muchos textiles meriníes, pero se supone que se siguieron fabricando sedas lujosas como en periodos anteriores. Los únicos textiles meriníes con datación fiable que se conservan en la actualidad son tres impresionantes estandartes que Alfonso XI capturó al ejército del sultán Abu al-Hasan en la batalla del Salado en 1340 Hoy se conservan en la catedral de Toledo. Ibn Jaldún escribió que Abu al-Hasan poseía cientos de estandartes de seda y oro que se exhibían en palacios o en ocasiones ceremoniales, mientras que tanto los ejércitos meriníes como los nazaríes llevaban consigo numerosos estandartes coloridos en la batalla. Para ellos tenían un gran valor simbólico y se desplegaron en numerosas ocasiones.
El más antiguo de los tres estandartes está fechado, según su inscripción, en mayo o junio de 1312 (Muharram 712 AH). Fue confeccionado en la "kasbah" (ciudadela real) de Fez para el sultán Abu Sa'id Uthman (padre de Abu al-Hasan). El estandarte mide 280 por 220 cm y está hecho de tafetán de seda predominantemente verde, junto con motivos decorativos tejidos en hilo azul, blanco, rojo y dorado. Su diseño visual comparte otras similitudes generales con el llamado Estandarte de Las Navas de Tolosa del período almohade anterior (siglo XIII). La parte central es una cuadrícula de dieciséis círculos verdes con breves declaraciones religiosas en pequeñas inscripciones cursivas. Esta área está contenida a su vez dentro de un gran marco rectangular. La banda del marco está repleta de inscripciones monumentales y ornamentales en letras cúficas blancas, cuyo estilo es similar al de las inscripciones cúficas talladas en los muros de las madrasas meriníes de Fez, que a su vez derivarían de inscripciones cúficas anteriores de la arquitectura almohade. Estas inscripciones presentan una selección de versículos coránicos muy similares a los que se encuentran en las mismas posiciones en el Estandarte de Las Navas de Tolosa (principalmente, del Corán 61:10-11). En las cuatro esquinas de la banda rectangular se encuentran redondeles con letras cursivas doradas sobre un fondo azul intenso, cuyas inscripciones atribuyen la victoria y la salvación a Dios. Toda la banda rectangular está a su vez revestida, tanto en sus bordes interior como exterior, por bandas de inscripciones más pequeñas con versículos coránicos. Por último, el borde inferior del estandarte está repleto de dos líneas de escritura cursiva roja que detallan los títulos y el linaje de Abu Sa'id Uthman, así como la fecha de fabricación del estandarte.
El segundo estandarte fue confeccionado para Abu al-Hasan y está fechado, según sus inscripciones, en Jumada II 740 AH (correspondiente a diciembre de 1339 o enero de 1340). Mide 347 por 267 cm. Está elaborado con técnicas de tejido similares al anterior, con la misma disposición visual general aunque aquí el color predominante sea el amarillo, con detalles tejidos en azul, rojo, hilo dorado o diferentes tonos de amarillo. Presenta una gran inscripción árabe en cursiva a lo largo de su borde superior que invoca la victoria de su dueño, Abu al-Hasan. La parte central del estandarte presenta, una vez más, dieciséis círculos, dispuestos en cuadrícula, cada uno con una pequeña inscripción árabe en cursiva que repite las palabras «Poder eterno y gloria infinita» o «Gozo perpetuo y gloria infinita». Estos círculos, a su vez, están contenidos dentro de un gran marco rectangular cuya banda está ocupada por cuatro inscripciones cursivas más, de tamaño moderado, que nuevamente invocan la victoria de Abu al-Hasan y atribuyen toda la victoria a Dios. Cuatro inscripciones más pequeñas están contenidas dentro de círculos en las cuatro esquinas de este marco. Finalmente, el borde inferior del estandarte está ocupado por una inscripción más larga, también en pequeñas letras cursivas, que indica los títulos completos y el linaje de Abu al-Hasan.
Se cree que un tercer estandarte, sin fecha y peor conservado, data también de la época de Abu al-Hasan. Resulta curioso que sus inscripciones estén pintadas sobre la tela en lugar de tejidas, y que su orientación sea invertida o especular. Algunos estudiosos han sugerido que podría haber sido una reproducción más económica del estandarte de Abu al-Hasan, destinada a los soldados, o que se concibiese como una plantilla dibujada por el calígrafo a partir de la cual los artesanos podían tejer el estandarte real (y como el tejido se hacía desde atrás, las letras tendrían que aparecer invertidas desde la perspectiva del tejedor durante la producción).

### Manuscritos

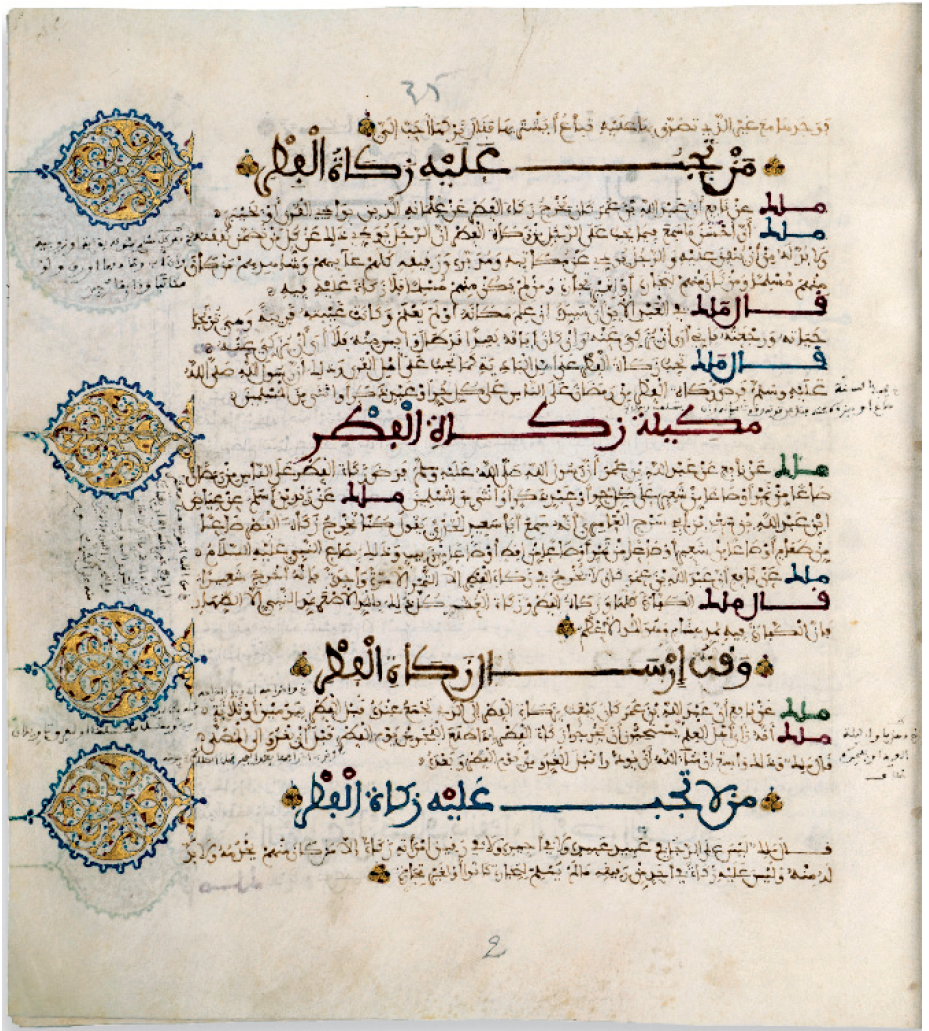
Página de un manuscrito de al-Muwatta' obra de Malik ibn Anas, copiado en Salé en 1326

Se han conservado hasta nuestros días varios manuscritos del período meriní. Un ejemplo destacado es un manuscrito del Corán encargado por el sultán Abu Yaqub Yusuf, datado en 1306. Presenta un frontispicio minuciosamente iluminado y está escrito en una ancha caligrafía magrebí con tinta marrón, con encabezados escritos en letras cúficas doradas y nuevos versículos marcados con pequeñas etiquetas dentro de círculos dorados. Como la mayoría de los manuscritos de esta época y región, fue escrito sobre un pergamino.
Muchos de los sultanes eran ellos mismos calígrafos consumados. Esta tradición de los soberanos practicando la caligrafía y copiando ellos mismos el Corán estaba bien establecida en muchos círculos de la élite islámica hacia el siglo XIII, y el ejemplo más antiguo que se conserva en esta región data del califa almohade al-Murtada (m. 1266). Según Ibn Marzuq y varios otros cronistas meriníes, el sultán Abu al-Hasan fue particularmente prolífico y hábil, y se registra que copió cuatro Coranes. El primero parece haber sido comenzado después de varios años de éxitos militares y se terminó en 1339, momento en el que fue enviado a Chellah (donde más tarde fue enterrado). La siguiente copia fue enviada a la Mezquita del Profeta en Medina en 1339-1340 a través de la intermediación del sultán Qalawun en Egipto, y una tercera un par de años más tarde fue a la Masjid al-Haram en La Meca. La cuarta copia, uno de los manuscritos meriníes mejor conservados, es un Corán de treinta volúmenes que donó a la mezquita de Al-Aqsa en Jerusalén entre 1344 y 1345 y que ahora se conserva en el Museo Islámico de Jerusalén. Durante su estancia en Bijaya (Bugie), comenzó una quinta copia destinada a Al-Khalil (Hebrón), pero no pudo terminarla tras sus derrotas militares en el este y su posterior destronamiento. En su lugar, fue terminada por su hijo Abu Faris Abd al-Aziz y finalmente llevada a Túnez por Ibn Marzuq. Se sabe que el hijo de Abu al-Hasan y sucesor inmediato, Abu Inan, por su parte, copió una colección de hadices con letras escritas en una mezcla de tinta azul y marrón, con florituras doradas.
Además de los manuscritos del Corán, los calígrafos de esa época copiaron otros muchos textos religiosos y legales, especialmente obras relacionadas con la escuela Malikí, como la Muwatta' de Malik ibn Anas. Abarcan desde volúmenes escritos en escritura magrebí sencilla hasta manuscritos ricamente iluminados producidos por las bibliotecas reales meriníes. Conservados hoy en diversas bibliotecas históricas marroquíes, estos manuscritos también muestran que, además de la capital, Fez, también había importantes talleres de producción en Salé y Marrakech.

#### Minbars

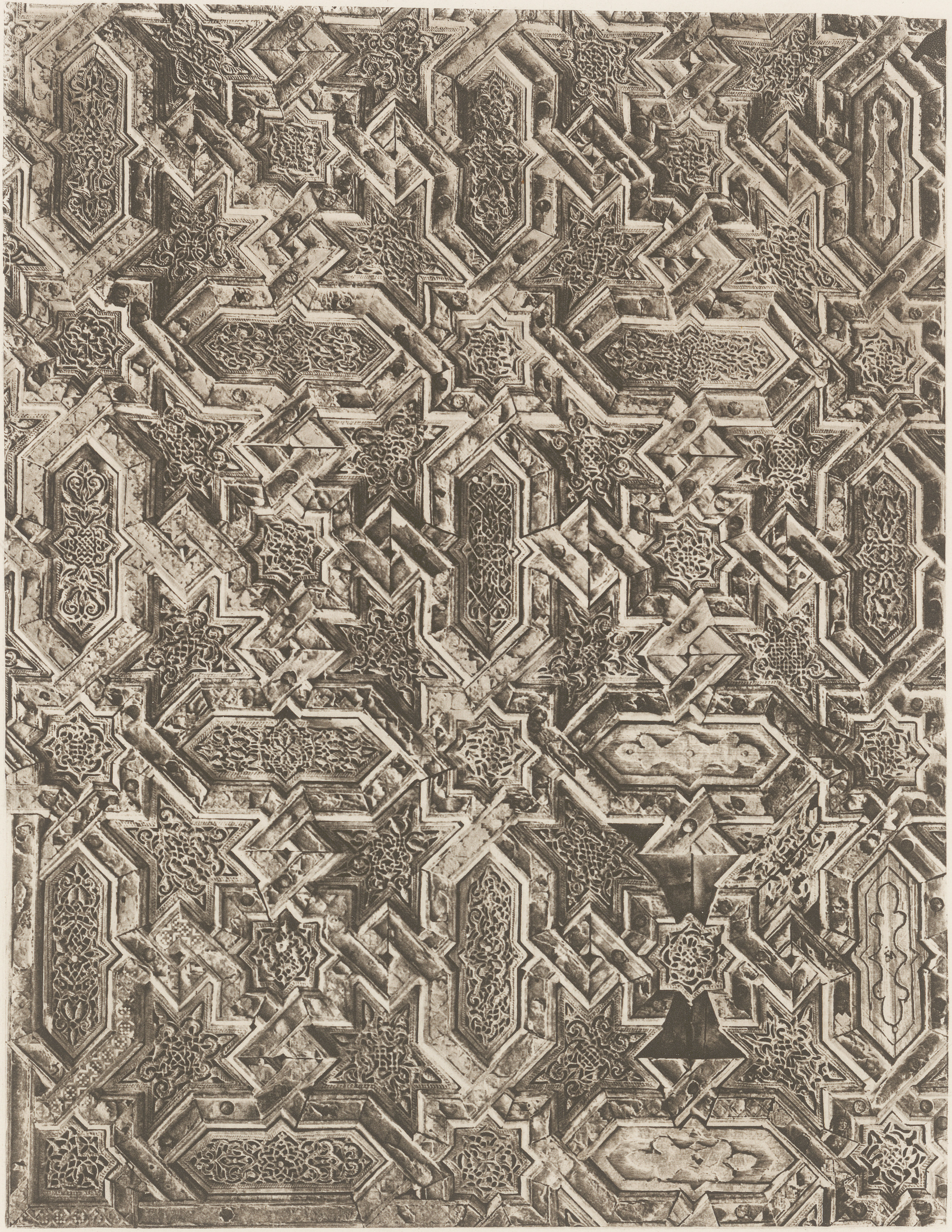
Reproducción del detalle del panel lateral de madera del mimbar de la madrasa de Bou Inania, Fez, aparecido en la obra Les monuments mauresques du Maroc 1921.

Los minbares (púlpitos) de la época meriní seguían la misma tradición que los minbares de madera almorávides y almohades anteriores. El minbar de la Gran Mezquita de Taza data de la ampliación de la mezquita por Abu Yaqub Yusuf en la década de 1290, al igual que la lámpara de araña. Al igual que otros minbares, presenta la forma de una escalera móvil con un arco al pie y un dosel en la parte superior, y está compuesto por numerosas piezas de madera ensambladas. A pesar de algunas restauraciones posteriores que modificaron su carácter, aún conserva gran parte de la ebanistería meriní original. Sus dos flancos están cubiertos con un ejemplo de la elaborada decoración geométrica que se encuentra en la tradición artesanal que se remonta al minbar almorávide del siglo XII de la Mezquita Kutubía (en Marrakech). Este motivo geométrico se basa en estrellas de ocho puntas desde las que se extienden bandas entrelazadas que repiten el motivo por toda la superficie. A diferencia del famoso minbar almorávide de Marrakech, sin embargo, los espacios vacíos entre las bandas no están ocupados por una mezcla de piezas con relieves florales tallados, sino que están ocupados en su totalidad por piezas de decoración de mosaico de marquetería con incrustaciones de marfil y maderas preciosas.
El minbar original de la madrasa Bou Inania, que se encuentra hoy en el Museo de Batha, data de 1350 a 1355, cuando se estaba construyendo la madrasa. Es notable como uno de los mejores ejemplos meriníes de su tipo. El minbar de Bou Inania, hecho de madera (con ébano y otras maderas costosas) está decorado mediante una mezcla de marquetería y decoración tallada con incrustaciones. El principal patrón decorativo a lo largo de sus superficies principales a cada lado está centrado alrededor de estrellas de ocho puntas, desde las que se se entrelazan bandas decoradas con incrustaciones de marfil, repitiendo el mismo patrón en el resto de la superficie. Los espacios entre estas bandas dibujan otras formas geométricas que se rellenan con paneles de madera de arabescos intrincadamente tallados. Este motivo es similar al que se encuentra en el minbar de la Kutubiyya, y aún más al del minbar almohade ligeramente posterior de la Mezquita de la Qasba de Marrakech (encargado entre 1189 y 1195). El arco sobre el primer escalón del minbar tiene una inscripción, hoy parcialmente desaparecida, que hace referencia a Abu Inan y sus títulos.

## Anexo: gobernantes
- Primeros jefes benimerines
  - ?-1145: Muhammad al-A'dar ibn al-'Afiya ibn 'Askar al-Mujaddab (del linaje Banu 'Askar de los benimerines)
  - 1145-?: Hamama ibn Muhámmad ibn Wazir (comienza la línea Banu Hamama a la que pertenecen el resto de gobernantes benimerines)
  - ?-1165/66: Abu Bakr ibn Hamama ibn Muhámmad
  - 1165/66-1196: Abu Jálid Mahyu ibn Abi Bakr ibn Hamama
  - 1196-1215: Abu Muhámmad ‘Abd al-Haqq ibn Mahyu ibn Abi Bakr (después Abd al-Haqq I)
- Jefes benimerines (1215-1269), en lucha contra los almohades, con base en Taza entre 1216 y 1244
  - 1215-1217: Abd al-Haqq I
  - 1217-1240: Uthmán I
  - 1240-1244: Muhámmad I
- Benimerines de Fez (desde 1244)
  - 1244-1258: Abu Yahya ibn Abd al-Haqq
  - 1258-1259: Úmar
  - 1259-1269: Abu Yúsuf Ya‘qub
- Sultanes (1269-1374)
  - 1269-1286: Abu Yúsuf Ya‘qub
  - 1286-1306: Abu Ya‘qub Yúsuf
  - 1307-1308: Abu Thábit Ámir
    - Uthmán ibn Abi l-'Ula pretendiente (1307-1309)

  - 1308-1310: Abu ur-Rabí Sulaymán
  - 1310-1331: Abu Saíd Uthmán II
  - 1331-1348: Abu al-Hasan 'Ali
  - 1348-1358: Abu Inán Faris
  - 1358: Abu Zayyan Muhammad ibn Faris
  - 1358-1359: Abu Bakr II
  - 1359-1361: Abu Sálim 'Ali II
  - 1361: Abu Úmar Tashfín
  - 1362-1366: Abu Zayyan Muhammad ibn Faris, 2.º reinado
  - 1366-1372: Abu Faris Abd ul-'Aziz I
  - 1372-1374: Muhámmad III as-Saíd
- Sultanatos en Fez y Marrákesh (1374-1382)
  - Abd al-Rahman, en Marrakech
  - Abu l-Abbás Áhmad, en Fez
- Sultanes (1382-1465)
  - 1382-1384: Abu l-Abbás Áhmad
  - 1384-1386: Abu Zayyán Muhámmad IV
  - 1386-1387: Muhámmad V
  - 1387-1393: Abu l-Abbás Áhmad
  - 1393-1398: Abd ul-'Aziz II
  - 1398-1399: Abdulah
  - 1399-1420: Abu Sa'id Uthmán III
  - 1420-1465: Abd al-Haqq II
    - Abu Zayyán, hijo del anterior, se cambió de nombre a Fernando de Fez-Muley, siendo el fundador de la familia Fez-Muley.

## Cultura
- Ibn Idari
- Al-Marrakushi ibn Al-Banna (c. 1256-c. 1321)

## Arte meriní
- Parque Arqueológico de las Murallas Meriníes de Algeciras
- Iglesia de la Concepción (Daimalos)